# Danh sách doanh nghiệp lâu đời nhất thế giới
Danh sách các cơ sở kinh doanh lâu đời nhất trên thế giới  bao gồm các thương hiệu và công ty, ngoại trừ các hiệp hội và tổ chức giáo dục, chính phủ hoặc tôn giáo. Để được đưa vào danh sách, một tên thương hiệu và công ty phải giữ hoạt động toàn bộ hoặc một phần kể từ khi thành lập.

## Thống kê
Theo một báo cáo được xuất bản bởi Ngân hàng Trung ương Hàn Quốc vào ngày 14 tháng 5 năm 2008 tại 41 nước, có 5.586 công ty có tuổi đời lớn hơn 200 năm. Trong đó, 3.146 là ở Nhật Bản, 837 ở Đức, 222 ở Hà Lan, và 196 ở Pháp. Trong số các công ty trên 100 năm tuổi, 89,4% có ít hơn 300 người làm việc. Một cuộc khảo sát tại Nhật Bản cho thấy có hơn 21.000 công ty có tuổi đời lớn hơn 100 năm tính tới ngày 30 tháng 9 năm 2009.

## Trước 1300

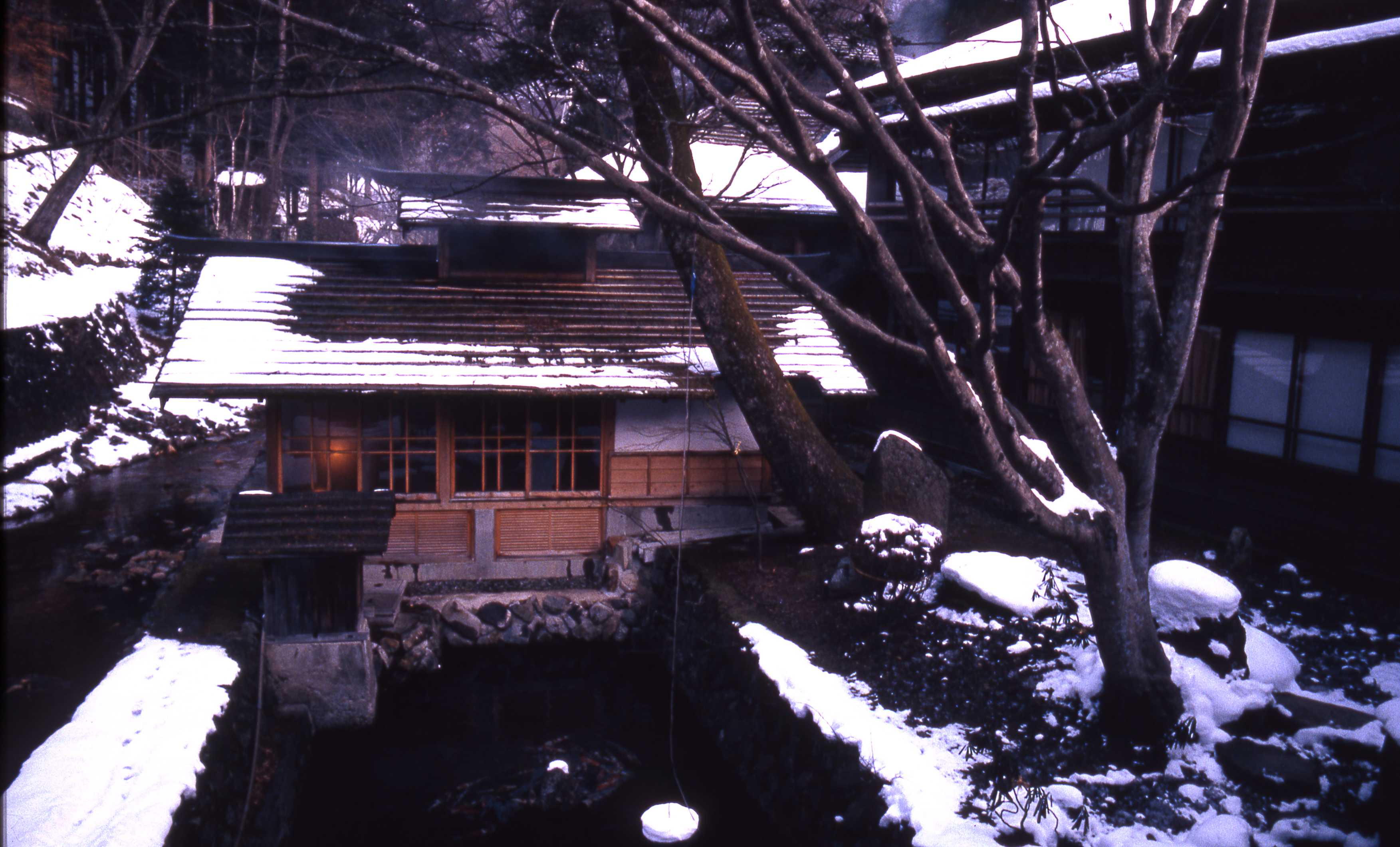
Một bể tắm spa tại Hōshi Ryokan nằm tại khu Awazu Onsen ở Komatsu, tỉnh Ishikawa, Nhật Bản. Ryokan này được mở vào năm 718 SCN.

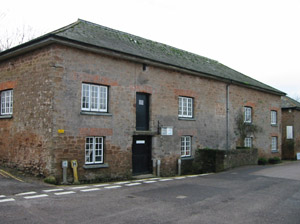
Otterton Mill tại làng Otterton, gần Budleigh Salterton tại Devon, Anh.

Sean's Bar tại Athlone, Ireland, được cho là quán rượu lâu đời nhất tại Ireland, mở vào năm 900 SCN. Sách Kỷ lục Guinness năm 2004 công nhận Sean's Bar là quán rượu cổ nhất tại châu Âu.

| Năm           | Công ty                  | Địa điểm hiện tại | Lĩnh vực            | Nguồn                       |
| ------------- | ------------------------ | ----------------- | ------------------- | --------------------------- |
| 578           | Kongō Gumi               | Nhật Bản          | Xây dựng            | [ 7 ] [ 8 ] [ 9 ]           |
| 705           | Nishiyama Onsen Keiunkan | Nhật Bản          | Khách sạn           | [ 10 ] [ 11 ]               |
| 717           | Koman                    | Nhật Bản          | Khách sạn           | [ 11 ] [ 12 ]               |
| 718           | Hōshi Ryokan             | Nhật Bản          | Khách sạn           | [ 12 ] [ 13 ] [ 14 ]        |
| 771           | Genda Shigyō             | Nhật Bản          | Đồ lễ               | [ 15 ]                      |
| trước 803     | Stiftskeller St. Peter   | Áo                | Nhà hàng            | [ 16 ] [ 17 ] [ 18 ]        |
| 862           | Staffelter Hof           | Đức               | Rượu vang           | [ 19 ] [ 20 ]               |
| 864           | Monnaie de Paris         | Pháp              | Đúc tiền            | [ 21 ] [ 22 ]               |
| 885           | Tanaka-Iga               | Nhật Bản          | Vật dụng tôn giáo   | [ 12 ] [ 18 ]               |
| 886           | Royal Mint               | Anh Quốc          | Đúc tiền            | [ 23 ]                      |
| 900           | Sean's Bar               | Ireland           | Quán rượu           | [ 4 ] [ 6 ] [ 24 ]          |
| 953           | The Bingley Arms         | Anh Quốc          | Quán rượu           | [ 25 ] [ 26 ] [ 27 ]        |
| 970           | Nakamura Shaji           | Nhật Bản          | Xây dựng            | [ 12 ]                      |
| 1000          | Château de Goulaine      | Pháp              | Rượu vang           | [ 13 ] [ 18 ] [ 28 ]        |
| 1000          | Marinelli Bell Foundry   | Ý                 | Xưởng đúc           | [ 13 ] [ 28 ]               |
| 1000          | Ichimonjiya Wasuke       | Nhật Bản          | Bánh kẹo            | [ 29 ]                      |
| 1024          | Shumiya-Shinbutsuguten   | Nhật Bản          | Vật dụng tôn giáo   | [ 18 ]                      |
| 1040          | Weihenstephan            | Đức               | Bia                 | [ 18 ] [ 30 ] [ 31 ]        |
| 1050          | Weltenburger             | Đức               | Bia                 | [ 18 ] [ 31 ]               |
| 1068          | Otterton Mill            | Anh Quốc          | Cối xay             | [ 32 ] [ 33 ]               |
| 1074          | Affligem Bia             | Bỉ                | Bia                 | [ 30 ] [ 34 ] [ 35 ]        |
| 1074          | Benediktinerstift Admont | Áo                | Đồ gỗ               | [ 36 ]                      |
| 1075          | Takahan Ryokan           | Nhật Bản          | Khách sạn           | [ 37 ]                      |
| 1100          | Schloss Johannisberg     | Đức               | Rượu vang           | [ 38 ] [ 39 ]               |
| 1120          | Zum Roten Bären          | Đức               | Khách sạn           | [ 18 ]                      |
| 1126          | Taferne                  | Áo                | Khách sạn           | [ 40 ]                      |
| 1128          | Grimbergen               | Bỉ                | Bia                 | [ 41 ] [ 42 ] [ 43 ]        |
| 1128          | Halydean Corporation     | Anh Quốc          | Đất đai & Chăn nuôi | [ 44 ] [ 45 ] [ 46 ]        |
| 1131          | Hofbrauhaus Arolsen      | Đức               | Bia                 | [ 31 ] [ 47 ]               |
| 1133          | Tongerlo                 | Bỉ                | Bia                 | [ 48 ] [ 49 ]               |
| 1134          | Geto Onsen               | Nhật Bản          | Khách sạn           | [ 50 ]                      |
| 1135          | Munke Mølle              | Đan Mạch          | Cối xay             | [ 51 ] [ 52 ]               |
| 1135          | The Olde Bell            | Anh Quốc          | Khách sạn           | [ 53 ] [ 54 ]               |
| 1136          | Aberdeen Harbour Board   | Anh Quốc          | Cảng                | [ 18 ] [ 55 ]               |
| 1141          | Barone Ricasoli          | Ý                 | Rượu vang           | [ 13 ] [ 28 ]               |
| 1141          | Sudo Honke               | Nhật Bản          | Sake                | [ 56 ] [ 57 ] [ 58 ]        |
| 1160          | Tsuen Tea                | Nhật Bản          | Trà                 | [ 12 ]                      |
| 1177–1180     | Gorobee Ame              | Nhật Bản          | Bánh kẹo            | [ 59 ]                      |
| 1184          | Fujito                   | Nhật Bản          | Bánh kẹo            | [ 60 ]                      |
| 1184          | Kikuoka                  | Nhật Bản          | Thảo mộc            | [ 61 ] [ 62 ]               |
| 1184          | Sakan Ryokan             | Nhật Bản          | Khách sạn           | [ 63 ] [ 64 ]               |
| 1189          | Ito Tekko                | Nhật Bản          | Gia công kim loại   | [ 65 ]                      |
| 1190          | Shirasagiyu Tawaraya     | Nhật Bản          | Khách sạn           | [ 66 ]                      |
| 1190–1199     | Kotabe Foundry           | Nhật Bản          | Xưởng đúc           | [ 67 ]                      |
| 1191          | Tosen Goshobo            | Nhật Bản          | Khách sạn           | [ 68 ]                      |
| 1191          | Arima Onsen Okunobo      | Nhật Bản          | Khách sạn           | [ 69 ] [ 70 ]               |
| 1192          | Yoshinoya Irokuen        | Nhật Bản          | Khách sạn           | [ 71 ]                      |
| 1198          | The Brazen Head          | Ireland           | Quán rượu           | [ 72 ] [ 73 ] [ 74 ] [ 75 ] |
| 1203          | Angel and Royal          | Anh Quốc          | Khách sạn           | [ 76 ] [ 77 ] [ 78 ]        |
| 1220          | The Old Bell             | Anh Quốc          | Khách sạn           | [ 79 ] [ 80 ] [ 81 ]        |
| 1230 (khoảng) | Gasthof Sternen          | Thụy Sỹ           | Nhà hàng            | [ 82 ]                      |
| 1239          | Eyguebelle               | Pháp              | Rượu vang           | [ 2 ] [ 36 ]                |
| 1242          | The Bear Inn             | Anh Quốc          | Quán rượu           | [ 83 ] [ 84 ] [ 85 ]        |
| 1245          | Gasthof zur Blume        | Thụy Sỹ           | Nhà hàng            | [ 86 ]                      |
| 1246          | Sanct Peter              | Đức               | Khách sạn           | [ 87 ] [ 88 ]               |
| 1250          | Wieliczka                | Ba Lan            | Muối                | [ 89 ] [ 90 ]               |
| 1266          | Freiberger Brauhaus      | Đức               | Bia                 | [ 31 ] [ 91 ] [ 92 ]        |
| 1266          | Bolten-Brauerei          | Đức               | Bia                 | [ 31 ] [ 93 ] [ 94 ]        |
| 1268          | Aldersbach               | Đức               | Bia                 | [ 31 ] [ 95 ]               |
| 1270          | Frapin                   | Pháp              | Cognac              | [ 96 ] [ 97 ]               |
| 1270          | Hirter                   | Áo                | Bia                 | [ 98 ] [ 99 ]               |
| 1273          | Piwnica Świdnicka        | Ba Lan            | Nhà hàng            | [ 100 ]                     |
| 1283          | Fürstenberg Brewery      | Đức               | Bia                 | [ 31 ] [ 101 ] [ 102 ]      |
| 1283          | Rhanerbräu               | Đức               | Bia                 | [ 31 ] [ 103 ]              |
| 1288          | StoraEnso                | Phần Lan          | Giấy                | [ 18 ] [ 104 ]              |
| 1295          | Barovier                 | Ý                 | Thủy tinh           | [ 13 ] [ 28 ] [ 105 ]       |

## 1300 tới 1399

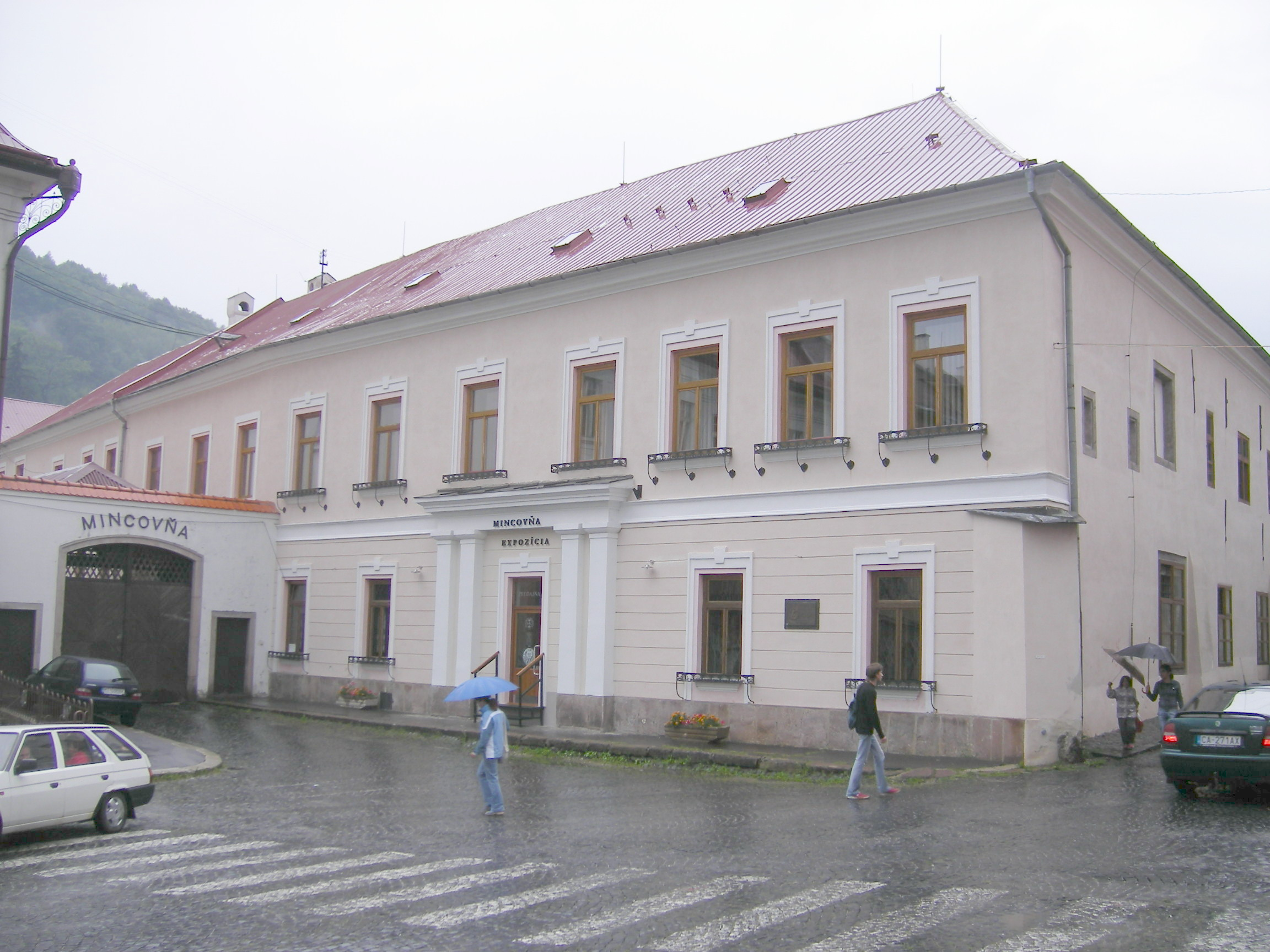
Ảnh tòa nhà Kremnica Mint cũ tại Kremnica, trung tâm Slovakia. Hiện nó là phòng trưng bày các loại máy móc cũ.

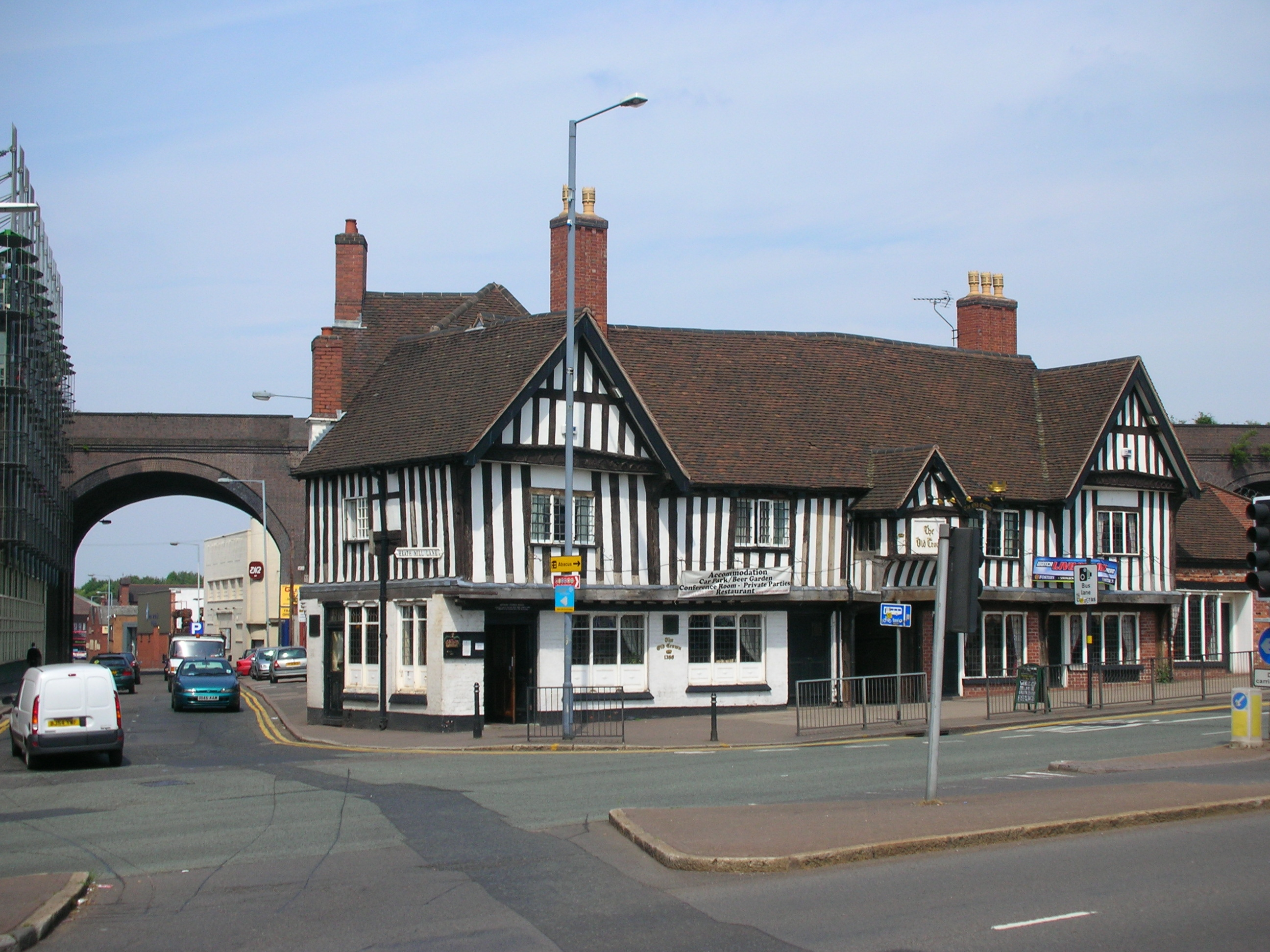
The Old Crown là một quán rượu tại Deritend, Anh, một khu vực lịch sử của Birmingham, và là tòa nhà thế tục cổ nhất còn sót lại ở Birmingham. Nó được cho là được xây vào khoảng năm 1368.

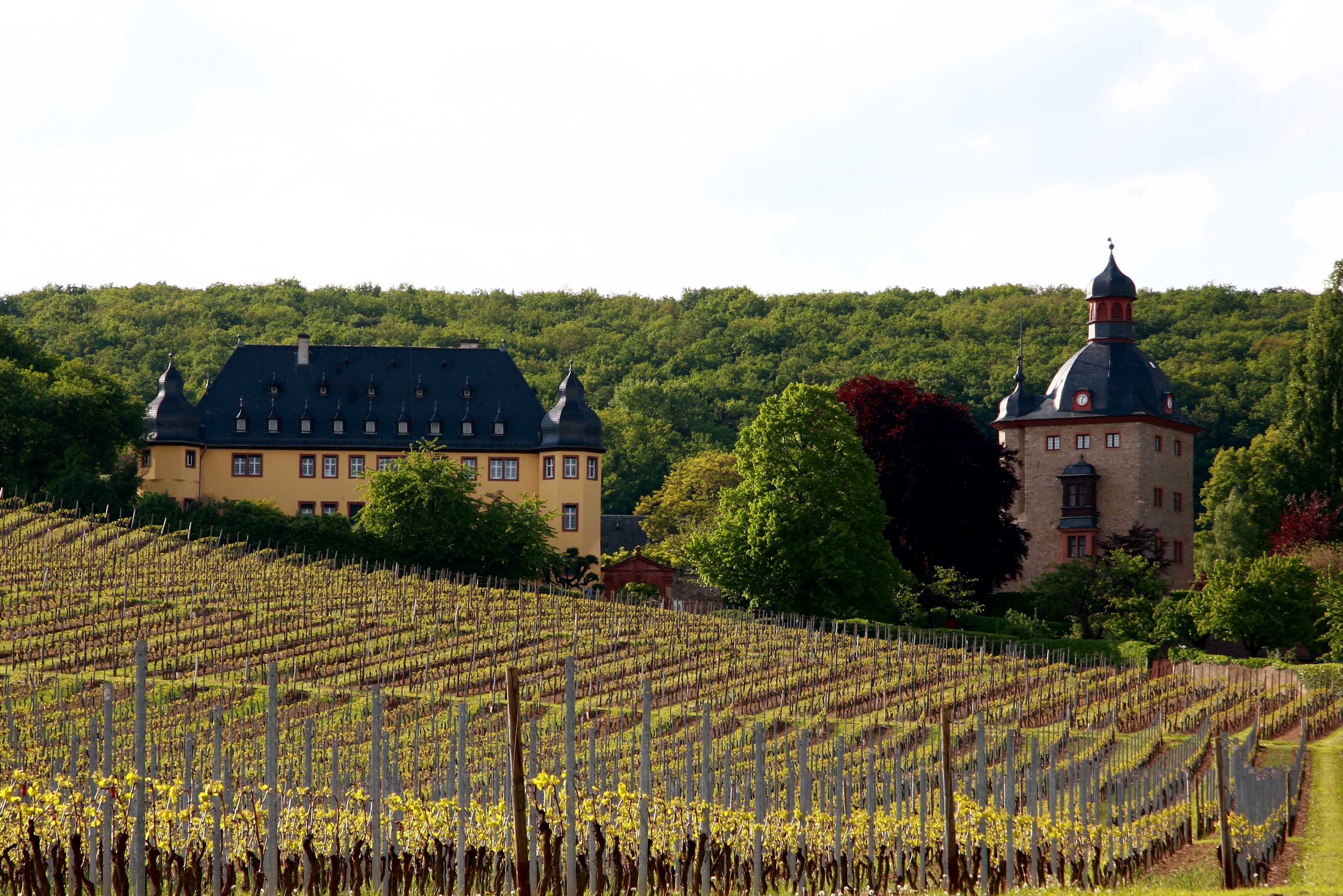
Schloss Vollrads là một lâu đài và là một khu sản xuất rượu vàn tại vùng sản xuất rượu vang Rheingau ở Đức và đã sản xuất rượu vang trong hơn 800 năm.

| Năm        | Công ty                                | Địa điểm hiện tại | Lĩnh vực  | Nguồn                   |
| ---------- | -------------------------------------- | ----------------- | --------- | ----------------------- |
| 1300       | Kuchlbauer                             | Đức               | Bia       | [ 108 ]                 |
| 1300       | Orso Grigio                            | Ý                 | Khách sạn | [ 109 ]                 |
| 1304       | Pilgrim Haus                           | Đức               | Khách sạn | [ 13 ] [ 28 ]           |
| 1308       | Aktienbrauerei Kaufbeuren              | Đức               | Bia       | [ 110 ]                 |
| 1308       | Frescobaldi                            | Ý                 | Rượu vang | [ 111 ]                 |
| 1311       | Notoya                                 | Nhật Bản          | Khách sạn | [ 66 ]                  |
| 1312       | Higashiya                              | Nhật Bản          | Khách sạn | [ 112 ]                 |
| 1313       | Bratwursthäusle Nürnberg               | Đức               | Nhà hàng  | [ 113 ]                 |
| 1313       | Landgasthof Mayr                       | Áo                | Nhà trọ   | [ 114 ]                 |
| 1314       | Garley                                 | Đức               | Bia       | [ 115 ]                 |
| 1318       | Rats                                   | Đức               | Dược phẩm | [ 116 ]                 |
| 1319       | Sankogan                               | Nhật Bản          | Dược phẩm | [ 117 ]                 |
| 1321       | Browar Namysłów                        | Ba Lan            | Bia       | [ 36 ] [ 118 ]          |
| 1323       | Interlaken                             | Thụy Sỹ           | Khách sạn | [ 119 ] [ 120 ]         |
| 1324       | Kyteler's Inn                          | Ireland           | Nhà hàng  | [ 121 ]                 |
| 1325       | The Old Bell                           | Anh Quốc          | Quán rượu | [ 122 ] [ 123 ] [ 124 ] |
| 1326       | Richard de Bas                         | Pháp              | Giấy      | [ 13 ] [ 28 ]           |
| 1327       | Korenya Shingetsuan                    | Nhật Bản          | Bánh kẹo  | [ 125 ]                 |
| 1328       | Augustiner-Bräu                        | Đức               | Bia       | [ 126 ] [ 127 ]         |
| 1328       | Kremnica Mint                          | Slovakia          | Đúc tiền  | [ 18 ]                  |
| 1329       | Kanbukuro                              | Nhật Bản          | Bánh kẹo  | [ 128 ]                 |
| 1330       | Schloss Vollrads                       | Đức               | Rượu vang | [ 107 ]                 |
| 1331       | Hofpfisterei                           | Đức               | Tiệm bánh | [ 129 ]                 |
| trước 1333 | Kuroda Sennendo                        | Nhật Bản          | Bánh kẹo  | [ 130 ]                 |
| 1334       | Gmachl                                 | Áo                | Khách sạn | [ 114 ] [ 131 ]         |
| 1335       | Karthäuserhof                          | Đức               | Rượu      | [ 132 ]                 |
| 1337       | Maruya Hatchomiso                      | Nhật Bản          | Miso      | [ 133 ]                 |
| 1340       | Brand                                  | Hà Lan            | Bia       | [ 134 ]                 |
| 1340       | Landgasthof Löwen                      | Thụy Sỹ           | Nhà hàng  | [ 135 ]                 |
| 1345       | La Couronne                            | Pháp              | Nhà hàng  | [ 136 ]                 |
| 1346       | Goldene Gans                           | Đức               | Bia       | [ 137 ]                 |
| 1346       | Takata                                 | Nhật Bản          | Dệt may   | [ 138 ]                 |
| 1346       | Skyllbergs bruk                        | Thụy Điển         | Xử lý sắt | [ 139 ]                 |
| 1348       | Pivovar Broumov                        | Cộng hòa Séc      | Bia       | [ 36 ] [ 140 ]          |
| 1348       | Haus zum Rüden Zürich                  | Thụy Sỹ           | Nhà hàng  | [ 141 ]                 |
| 1349       | Shiose                                 | Nhật Bản          | Bánh kẹo  | [ 142 ]                 |
| 1349       | Gasthof zum Goldenen Sternen           | Thụy Sỹ           | Nhà hàng  | [ 143 ]                 |
| 1350       | Schmidberger                           | Áo                | Rèn sắt   | [ 144 ]                 |
| 1354       | Zum Weinberg                           | Đức               | Nhà hàng  | [ 145 ]                 |
| 1356       | Gasthof zum Bären                      | Thụy Sỹ           | Nhà hàng  | [ 146 ]                 |
| 1357       | Hotel Storchen Zürich                  | Thụy Sỹ           | Nhà hàng  | [ 147 ]                 |
| 1363       | Franziskaner                           | Đức               | Bia       |                         |
| 1364       | Löwen-Apotheke                         | Đức               | Dược phẩm | [ 148 ]                 |
| 1366       | Stella Artois                          | Bỉ                | Bia       | [ 36 ]                  |
| 1367       | H. Rüetschi                            | Thụy Sỹ           | Chuông    | [ 149 ]                 |
| 1368       | Old Crown                              | Anh Quốc          | Nhà hàng  |                         |
| 1368       | Uiro                                   | Nhật Bản          | Dược phẩm | [ 150 ]                 |
| 1369       | Torrini Firenze                        | Ý                 | Trang sức | [ 13 ] [ 28 ]           |
| 1371       | Wynhus zum Bären                       | Thụy Sỹ           | Nhà hàng  | [ 151 ]                 |
| 1375       | Al Cappello Rosso                      | Ý                 | Khách sạn | [ 152 ]                 |
| 1378       | Einbecker                              | Đức               | Bia       | [ 153 ]                 |
| 1380       | Gastagwirt                             | Áo                | Khách sạn | [ 154 ]                 |
| 1380       | Roter Hahn                             | Đức               | Khách sạn | [ 155 ]                 |
| 1383       | Löwenbräu                              | Đức               | Bia       | [ 156 ]                 |
| 1385       | Antinori                               | Ý                 | Rượu vang | [ 13 ] [ 28 ]           |
| 1386       | Riegele                                | Đức               | Bia       | [ 157 ]                 |
| 1387       | Veneranda Fabbrica del Duomo di Milano | Ý                 | Nhà thờ   | [ 158 ]                 |
| 1389       | Engel Apotheke                         | Thụy Sỹ           | Dược phẩm | [ 159 ]                 |
| 1390       | Goldener Adler                         | Áo                | Khách sạn | [ 160 ]                 |
| 1390       | The Olde Bell                          | Anh Quốc          | Khách sạn | [ 161 ]                 |
| 1394       | Allgäuer Brauhaus                      | Đức               | Bia       | [ 162 ]                 |
| 1395       | Namariichi                             | Nhật Bản          | Hóa chất  | [ 163 ]                 |
| 1396       | Khách sạn Adler                        | Thụy Sỹ           | Khách sạn | [ 164 ]                 |
| 1397       | Khách sạn de Draak                     | Hà Lan            | Khách sạn | [ 134 ]                 |
| 1397       | Spaten                                 | Đức               | Bia       |                         |
| 1398       | Schnupp                                | Đức               | Nhà hàng  | [ 165 ]                 |
| 1399       | Stein                                  | Áo                | Khách sạn | [ 166 ]                 |

## 1400 tới 1499

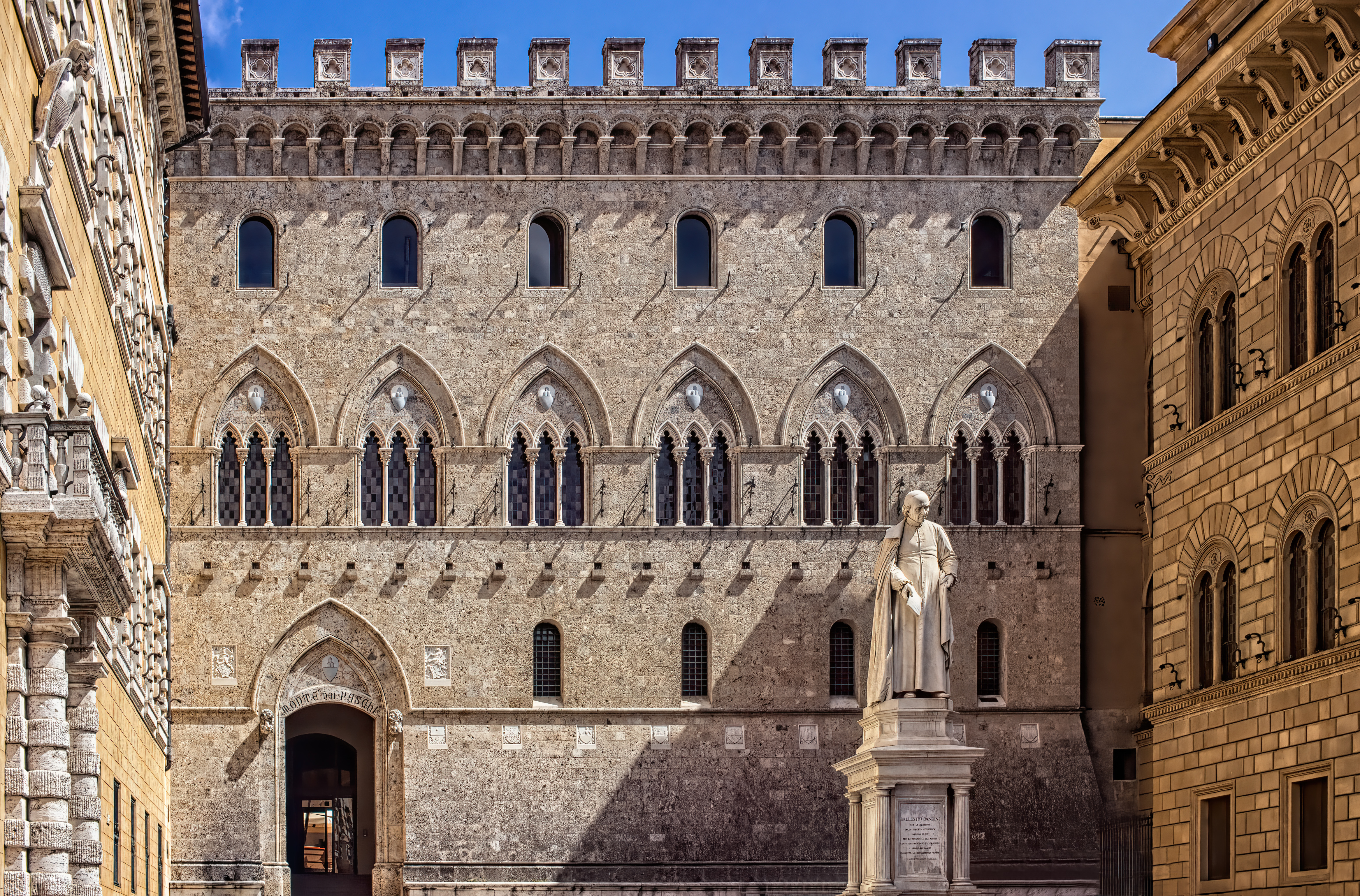
Banca Monte dei Paschi di Siena tại Siena, Ý là ngân hàng cổ nhất còn tồn tại trên thế giới và là ngân hàng lớn thứ ba của Ý. Nó được thành lập năm 1472.

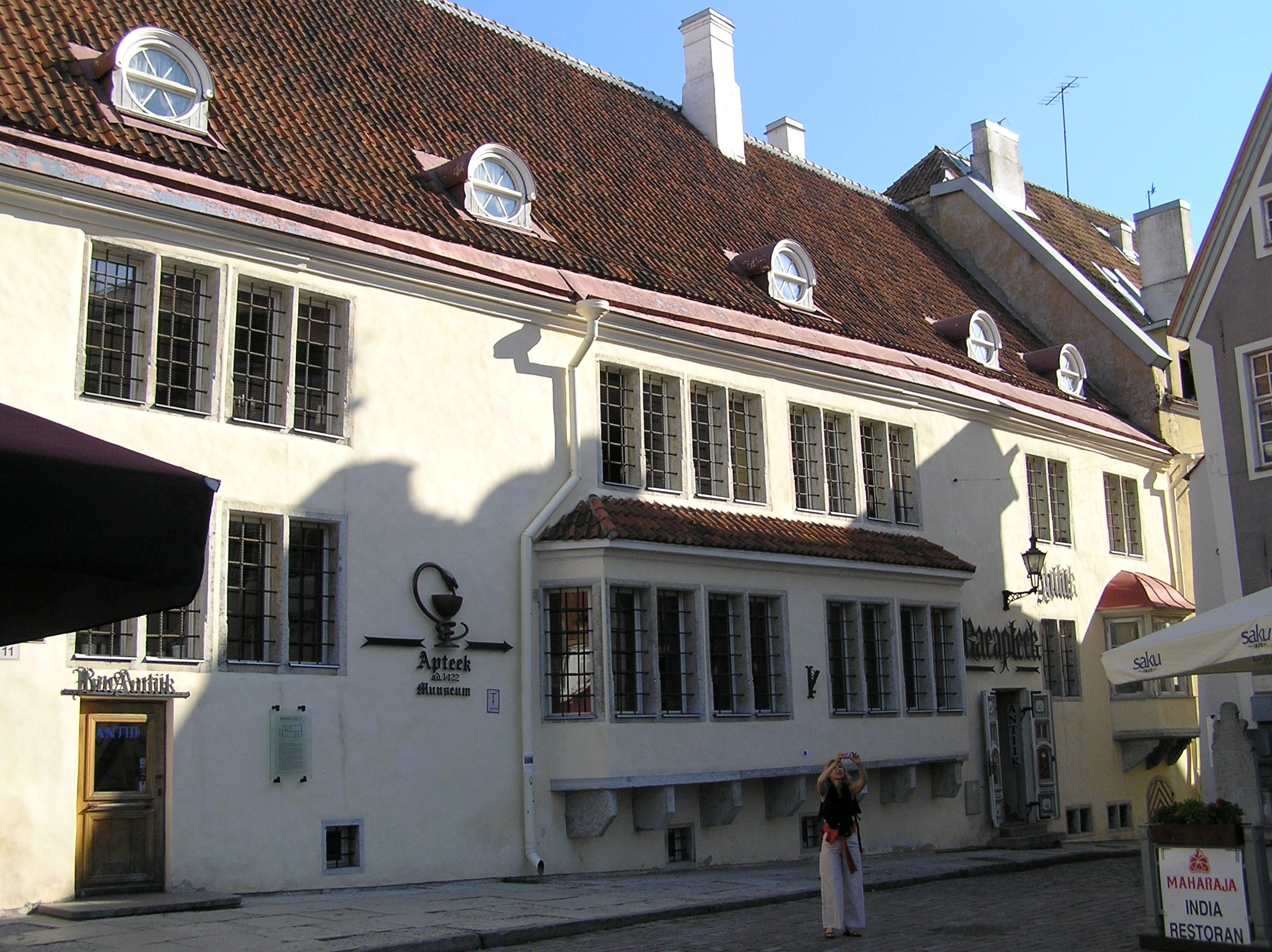
Raeapteek tại trung tâm thành phố Tallinn, Estonia là một trong những nhà thuốc hoạt động liên tục lâu đời nhất tại châu Âu, luôn kinh doanh tại một ngôi nhà duy nhất từ đầu thế kỷ XV. Đây cũng là doanh nghiệp thương mại và công ty dược lâu đời nhất tại Tallinn.

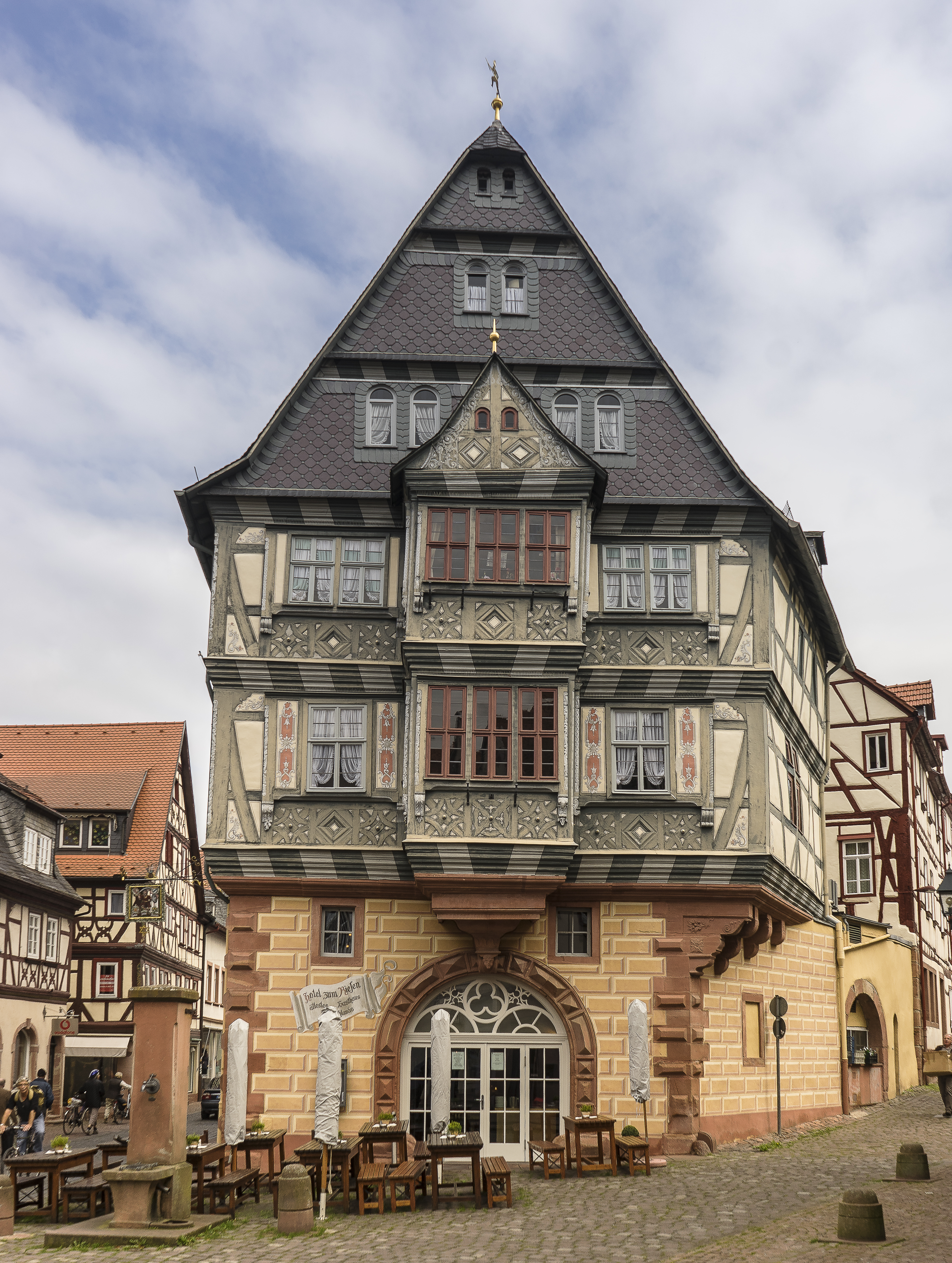
Khách sạn Zum Riesen tại Miltenberg, Đức, 2014. Zum Riesen là một trong những khách sạn lâu đời nhất Đức, ra đời vào khoảng năm 1411.

| Năm              | Công ty                         | Địa điểm hiện tại | Lĩnh vực       | Nguồn           |
| ---------------- | ------------------------------- | ----------------- | -------------- | --------------- |
| 1405             | Ratskeller Bremen               | Đức               | Nhà hàng       |                 |
| 1405             | Schlenkerla                     | Đức               | Bia            |                 |
| 1410             | Schremser                       | Áo                | Bia            | [ 167 ]         |
| 1411             | Zum Riesen                      | Đức               | Nhà hàng       | [ 168 ] [ 169 ] |
| 1412             | Zum Goldenen Sternen            | Thụy Sỹ           | Nhà hàng       | [ 170 ]         |
| 1413             | Zum Stachel                     | Đức               | Nhà hàng       | [ 171 ]         |
| 1416             | Bianyifang                      | Trung Quốc        | Nhà hàng       | [ 172 ]         |
| 1418             | Krone                           | Thụy Sỹ           | Khách sạn      | [ 173 ]         |
| 1418             | Krumbad                         | Đức               | Spa            | [ 174 ]         |
| 1418             | Les Bonnets Rouges              | Pháp              | Khách sạn      | [ 175 ]         |
| 1419             | Barbarossa Khách sạn            | Đức               | Khách sạn      | [ 176 ]         |
| 1421             | Kameya Mutsu                    | Nhật Bản          | Bánh kẹo       | [ 177 ]         |
| 1422             | Raeapteek                       | Estonia           | Dược phẩm      |                 |
| 1426             | Mühle Sting                     | Đức               | Đúc tiền       | [ 178 ]         |
| 1428             | Saku                            | Nhật Bản          | Khách sạn      | [ 179 ]         |
| 1430             | Kronen                          | Đức               | Bia            | [ 180 ]         |
| 1431             | Bratwurst-Röslein               | Đức               | Nhà hàng       | [ 181 ]         |
| 1434             | Lodenwalker                     | Áo                | Quần áo        | [ 182 ]         |
| 1435             | Schloss Sommerhausen            | Đức               | Rượu vang      | [ 183 ]         |
| 1435             | Hecht Am See                    | Thụy Sỹ           | Nhà hàng       | [ 184 ]         |
| 1436             | Wernesgrüner                    | Đức               | Bia            |                 |
| 1437             | Moserhof                        | Áo                | Khách sạn      | [ 185 ]         |
| 1438             | Andechs                         | Đức               | Nhà hàng       | [ 186 ]         |
| 1438 (hoặc 1483) | Camuffo di Portogruaro          | Ý                 | Đóng tàu       | [ 13 ] [ 28 ]   |
| 1439             | Weideneder                      | Đức               | Bia            | [ 187 ]         |
| 1439             | Zum Goldenen Anker              | Đức               | Khách sạn      | [ 188 ]         |
| 1441-1450        | Grafelijke Korenmolen           | Hà Lan            | Đúc tiền       | [ 134 ] [ 189 ] |
| 1445             | Hoegaarden                      | Bỉ                | Bia            |                 |
| 1446             | Rother Ochsen                   | Thụy Sỹ           | Quán rượu vang | [ 190 ]         |
| 1447             | Griechenbeisl                   | Áo                | Nhà hàng       | [ 191 ]         |
| 1447             | Khách sạn Krone                 | Áo                | Khách sạn      | [ 192 ]         |
| 1447             | Zötler                          | Đức               | Bia            | [ 193 ]         |
| 1455             | Klosterbrauerei Andechs         | Đức               | Bia            | [ 194 ]         |
| 1458             | Zum Schwan                      | Đức               | Khách sạn      | [ 195 ]         |
| 1461             | Friedels Keller                 | Đức               | Bia            | [ 196 ]         |
| 1461             | Khách sạn Lilie                 | Ý                 | Khách sạn      | [ 197 ]         |
| 1461             | Surugaya                        | Nhật Bản          | Bánh kẹo       | [ 198 ] [ 199 ] |
| 1462             | Eck                             | Đức               | Bia            | [ 200 ]         |
| 1462             | Senkiya                         | Nhật Bản          | Trà            | [ 201 ]         |
| 1463             | Geska                           | Thụy Sỹ           | Pho mát        |                 |
| 1465             | Weingut Geierslay               | Đức               | Rượu vang      | [ 202 ]         |
| 1465             | Owariya                         | Nhật Bản          | Nhà hàng       | [ 203 ]         |
| 1466             | Berg Brauerei                   | Đức               | Bia            | [ 204 ]         |
| 1466             | Gallet & Co.                    | Thụy Sỹ           | Đồng hồ        | [ 205 ]         |
| 1467             | Inoue                           | Nhật Bản          | Trà            | [ 206 ]         |
| 1470             | Jean Roze                       | Pháp              | Dệt may        | [ 105 ]         |
| 1470             | Mazlo                           | Pháp              | Trang sức      |                 |
| 1472             | Bad Osterfingen                 | Thụy Sỹ           | Nhà hàng       | [ 207 ]         |
| 1472             | Hirschgasse                     | Đức               | Khách sạn      | [ 208 ]         |
| 1472             | Banca Monte dei Paschi di Siena | Ý                 | Ngân hàng      |                 |
| 1473             | Gebrüder Weiss                  | Áo                | Vận tải        | [ 209 ]         |
| 1473             | Steiger                         | Slovakia          | Bia            | [ 36 ]          |
| 1474             | Kindli                          | Thụy Sỹ           | Khách sạn      | [ 210 ]         |
| 1475             | La Rochere                      | Pháp              | Thủy tinh      | [ 211 ]         |
| 1476             | Pfahnl                          | Áo                | Đúc tiền       | [ 212 ]         |
| 1477             | Hirzinger                       | Đức               | Khách sạn      | [ 213 ]         |
| 1477             | Ratskeller Erfurt               | Đức               | Nhà hàng       | [ 214 ]         |
| 1477             | Mizuta Gyokuundo                | Nhật Bản          | Bánh kẹo       | [ 215 ]         |
| 1478             | Warka                           | Ba Lan            | Bia            |                 |
| 1482             | Isabellenhütte Heusler          | Đức               | Công nghiệp    | [ 216 ]         |
| 1483             | Zur Sonne                       | Thụy Sỹ           | Nhà hàng       | [ 217 ]         |
| 1485             | Krone                           | Đức               | Nhà hàng       | [ 218 ]         |
| 1487             | Hiraizumi                       | Nhật Bản          | Sake           | [ 219 ]         |
| 1488             | Rathbornes Candles              | Ireland           | Nến            |                 |
| 1488             | Schwabe                         | Thụy Sỹ           | Xuất bản       | [ 220 ]         |
| 1491             | Sommerhuber                     | Áo                | Gốm            | [ 221 ]         |
| 1492             | Hofmühl                         | Đức               | Bia            |                 |
| 1492             | Haeberlein                      | Đức               | Tiệm bánh      | [ 222 ]         |
| 1493             | Bürgerbräu Bad Reichenhall      | Đức               | Bia            | [ 223 ]         |
| 1495             | Baronnie de Coussergues         | Pháp              | Rượu vang      | [ 13 ] [ 105 ]  |
| 1497             | Raventós i Blanc                | Tây Ban Nha       | Rượu vang      | [ 224 ]         |
| 1498             | Goldenes Posthorn               | Đức               | Nhà hàng       | [ 225 ]         |
| 1498             | Shore Porters                   | Anh Quốc          | Vận tải        | [ 105 ] [ 226 ] |
| 1499             | U Fleků                         | Cộng hòa Séc      | Bia            |                 |

## 1500 tới 1599

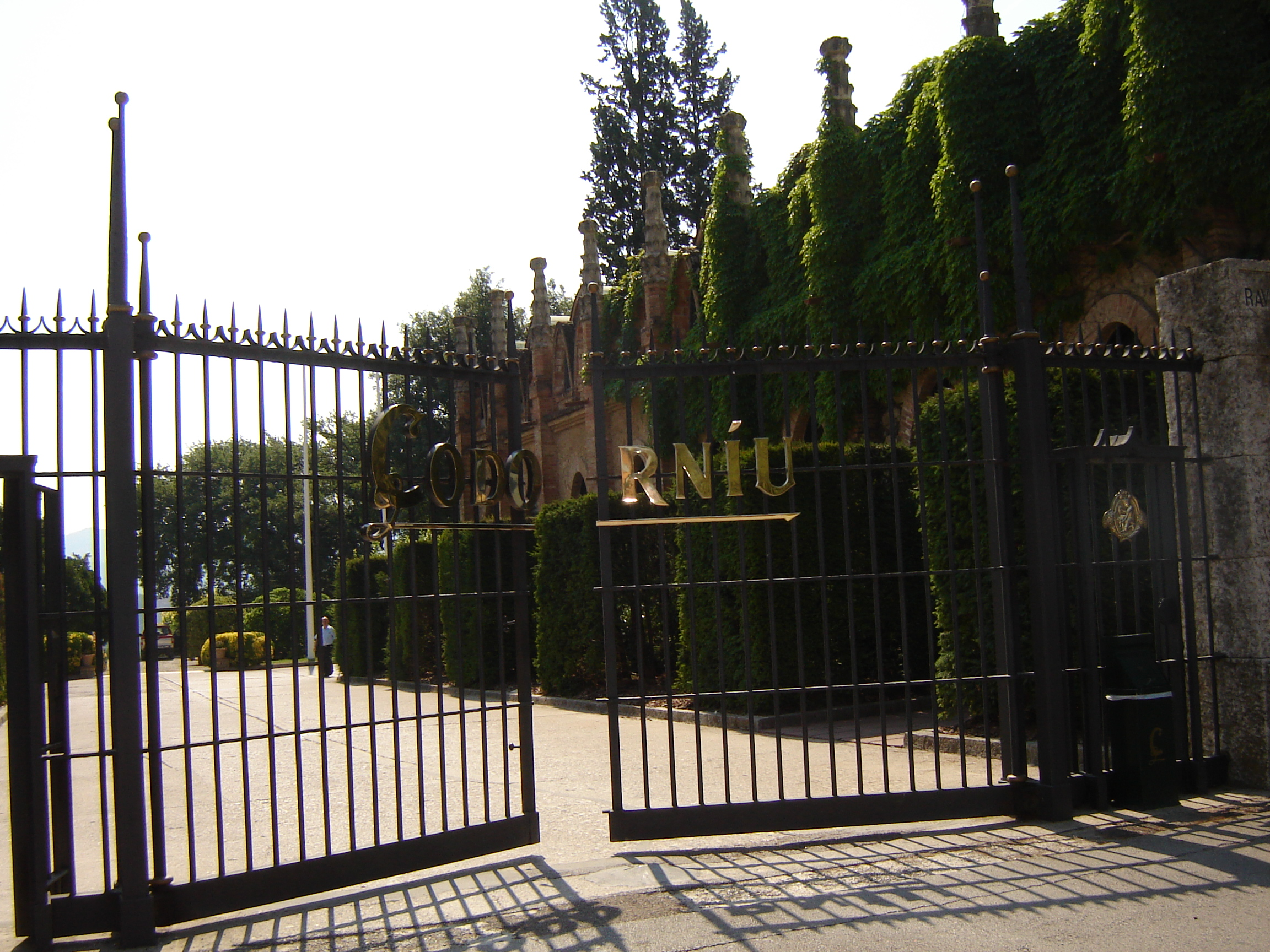
Cổng vào khu rượu vang Codorníu Winery, Catalonia, Tây Ban Nha

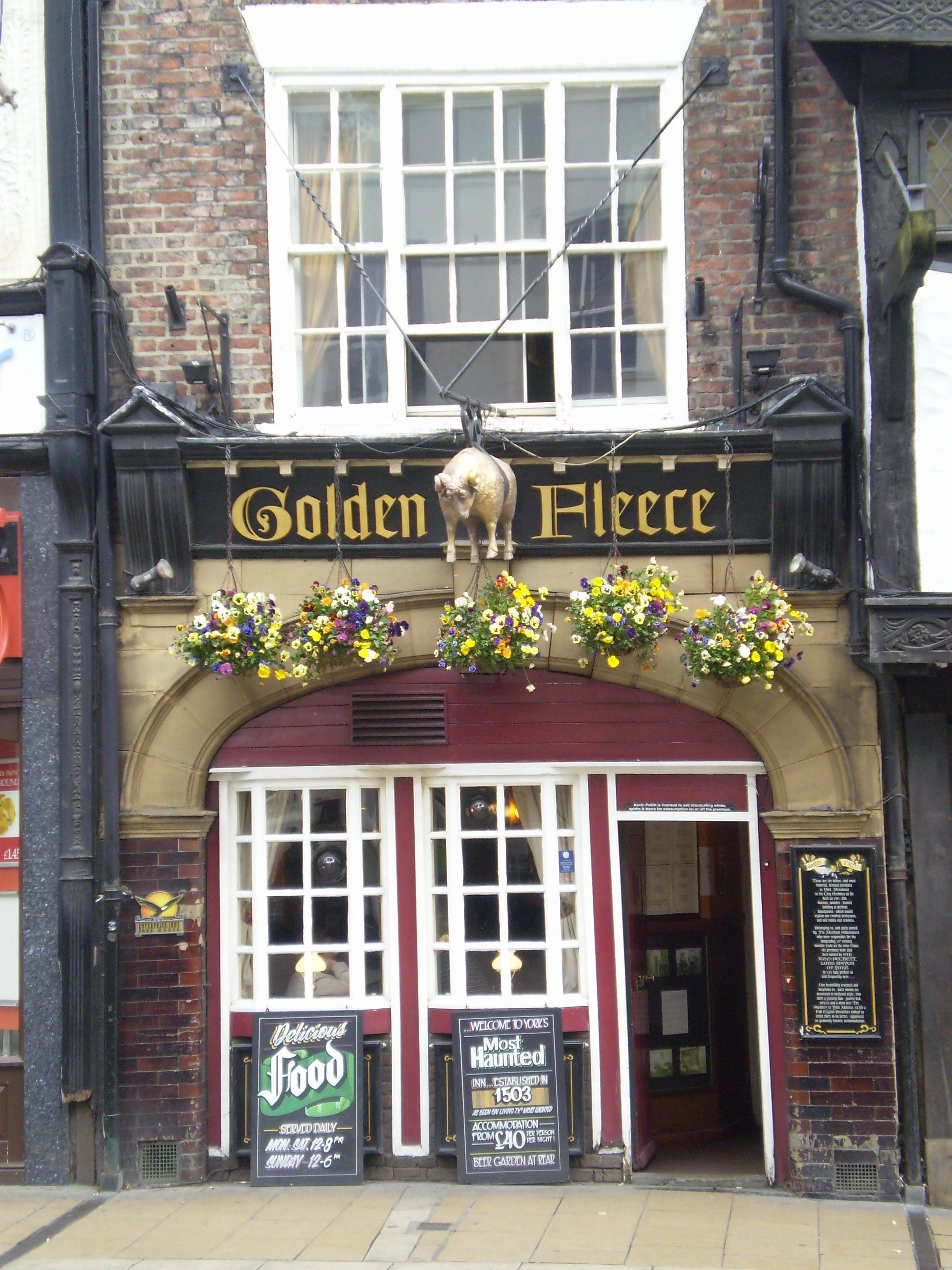
Nhà trọ Golden Fleece Inn tại York, Anh

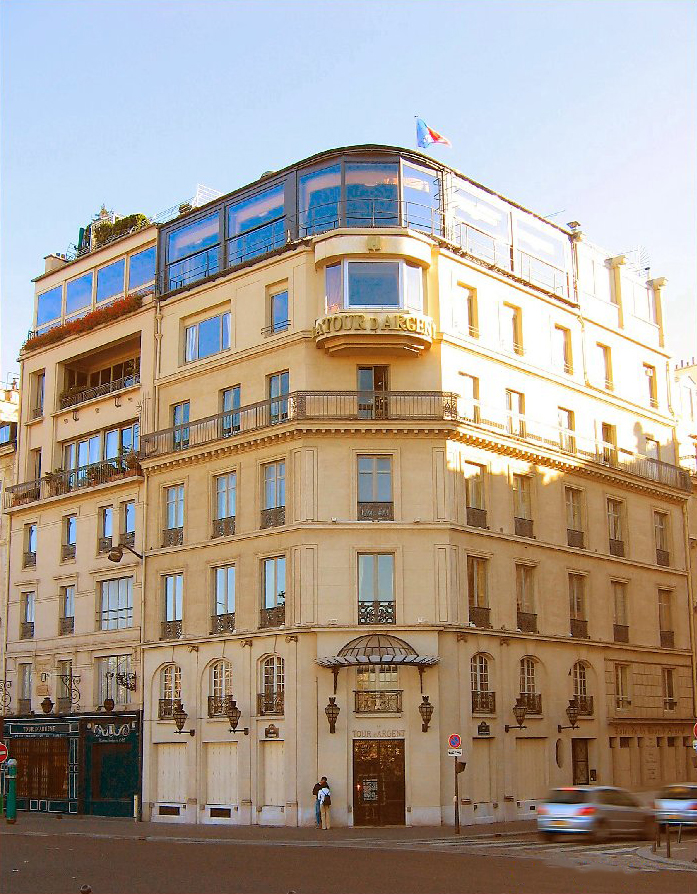
Nhà hàng Tour d'Argent tại Paris, Pháp

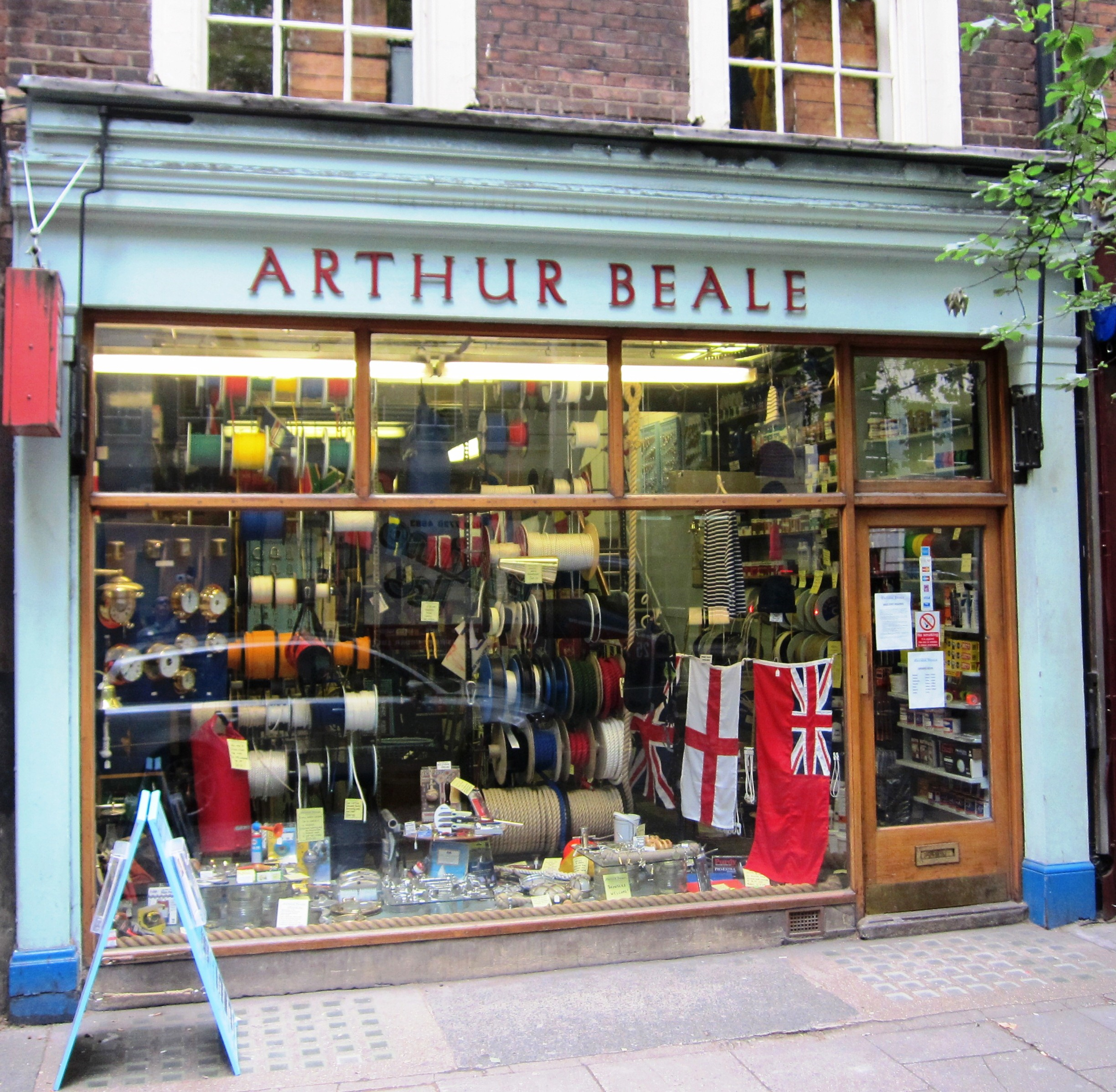
Cửa hàng nến Arthur Beale tại Luân Đôn, Anh

| Năm         | Công ty                        | Địa điểm hiện tại | Lĩnh vực          | Nguồn                          |
| ----------- | ------------------------------ | ----------------- | ----------------- | ------------------------------ |
| khoảng 1500 | Ammerndorfer                   | Đức               | Đúc tiền          | [ 227 ]                        |
| 1500        | Arthur Beale                   | Anh Quốc          | Nến               | [ 228 ] [ 229 ]                |
| 1500        | Ubaldo Grazia                  | Ý                 | Đồ gốm            | [ 13 ] [ 28 ]                  |
| 1501        | Fukkodo                        | Nhật Bản          | Chổi vẽ           | [ 230 ]                        |
| 1502        | Tsutaya                        | Nhật Bản          | Bánh kẹo          | [ 231 ]                        |
| 1502        | Chigira Jinsentei              | Nhật Bản          | Khách sạn         | [ 232 ] [ 233 ]                |
| 1503        | Golden Fleece Inn              | Anh Quốc          | Nhà hàng          | [ 234 ] [ 235 ]                |
| 1503        | Hacklwirt                      | Áo                | Nhà hàng          | [ 236 ]                        |
| 1503        | Kawabata Doki                  | Nhật Bản          | Bánh kẹo          | [ 237 ]                        |
| 1504–1520   | Ishiga Honten                  | Nhật Bản          | Vật dụng tôn giáo | [ 238 ]                        |
| trước 1505  | Kenbishi                       | Nhật Bản          | Sake              | [ 239 ]                        |
| 1506        | Herold                         | Cộng hòa Séc      | Bia               |                                |
| 1509        | Roter Hirsch                   | Đức               | Nhà hàng          | [ 240 ]                        |
| 1514        | Hampton Ferry                  | Anh Quốc          | Phà               |                                |
| 1514        | Trinity House                  | Anh Quốc          | Hải đăng          |                                |
| 1515        | R J Balson & Son               | Anh Quốc          | Giết mổ thịt      | [ 241 ]                        |
| 1515        | Café Vlissinghe                | Bỉ                | Nhà hàng          | [ 242 ]                        |
| 1516        | Zeilinger                      | Áo                | Gia công kim loại | [ 243 ]                        |
| 1517        | Měšťanský pivovar v Poličce    | Cộng hòa Séc      | Bia               | [ 140 ] [ 244 ]                |
| 1517        | Salzbergwerk Berchtesgaden     | Đức               | Muối              | [ 245 ]                        |
| 1519        | Orell Füssli Holding AG        | Thụy Sỹ           | Holding           | [ 36 ] [ 246 ] [ 247 ]         |
| 1520s       | Toraya                         | Nhật Bản          | Bánh kẹo          | [ 248 ]                        |
| 1521        | Spiegelau                      | Đức               | Thủy tinh         |                                |
| 1524        | Schöllnitzer                   | Đức               | Chưng cất rượu    | [ 249 ]                        |
| 1524        | Hostal de Pinós                | Tây Ban Nha       | Nhà hàng          | [ 250 ]                        |
| 1525        | Auerbachs Keller Leipzig       | Đức               | Nhà hàng          |                                |
| 1526        | Bären Twann                    | Thụy Sỹ           | Khách sạn         | [ 251 ]                        |
| 1526        | Beretta                        | Ý                 | Súng đạn          | [ 252 ] [ 253 ] [ 254 ]        |
| 1526        | Bratwurst Herzle               | Đức               | Nhà hàng          | [ 255 ]                        |
| 1530        | William Prym                   | Đức               | Gia công kim loại | [ 13 ]                         |
| 1530        | Liubiju                        | Trung Quốc        | Muối rau quả      | [ 256 ]                        |
| 1532        | Yamaji                         | Nhật Bản          | Sake              | [ 257 ]                        |
| 1532        | Honke Kojima                   | Nhật Bản          | Bánh kẹo          | [ 258 ]                        |
| 1533        | Klosterbräu Bamberg            | Đức               | Nhà hàng          | [ 259 ]                        |
| 1533        | Zvon                           | Cộng hòa Séc      | Khách sạn         | [ 260 ]                        |
| 1534        | Cambridge University Press     | Anh Quốc          | Xuất bản          | [ 261 ] [ 262 ]                |
| 1534        | Ur-Krostitzer                  | Đức               | Bia               | [ 263 ]                        |
| 1534        | Matsuokaya                     | Nhật Bản          | Nước sốt          | [ 264 ]                        |
| 1535        | Gottsmannsgrüner               | Đức               | Bia               | [ 265 ]                        |
| 1536        | Izumiya Ryokan                 | Nhật Bản          | Khách sạn         | [ 266 ]                        |
| 1538        | Ye Olde Cheshire Cheese        | Anh Quốc          | Quán rượu         |                                |
| 1540        | Shusen Kurano                  | Nhật Bản          | Sake              | [ 267 ]                        |
| 1541        | John Brooke & Sons             | Anh Quốc          | Bất động sản      | [ 13 ] [ 268 ] [ 269 ] [ 270 ] |
| 1542        | Urs und Viktor                 | Thụy Sỹ           | Nhà hàng          | [ 271 ]                        |
| 1542        | Wolferstetter                  | Đức               | Bia               | [ 272 ]                        |
| 1543        | Köstritzer                     | Đức               | Bia               |                                |
| 1543        | Hof-Apotheke (Coburg)          | Đức               | Dược phẩm         | [ 273 ]                        |
| 1545        | Touwfabriek G. van der Lee     | Hà Lan            | Dây thừng         | [ 134 ] [ 274 ]                |
| 1545        | Roman Bia                      | Bỉ                | Bia               | [ 275 ] [ 276 ] [ 277 ]        |
| 1546        | Fubokaku                       | Nhật Bản          | Khách sạn         | [ 278 ]                        |
| 1547        | Kunitomo Kyutaro               | Nhật Bản          | Thuốc súng        | [ 257 ]                        |
| 1548        | Can Bonastre                   | Tây Ban Nha       | Rượu vang         | [ 279 ]                        |
| 1548        | Yoshinogawa                    | Nhật Bản          | Sake              | [ 280 ]                        |
| 1550        | Konishi                        | Nhật Bản          | Sake              | [ 281 ]                        |
| 1550        | Riess                          | Áo                | Gia công kim loại | [ 282 ]                        |
| 1550        | Sasaiya                        | Nhật Bản          | Bánh kẹo          | [ 283 ]                        |
| 1550        | Izeki                          | Nhật Bản          | Quần áo           | [ 284 ]                        |
| khoảng 1550 | Minoya Kichibee                | Nhật Bản          | Thực phẩm         | [ 285 ]                        |
| 1551        | De Zalm                        | Hà Lan            | Khách sạn         | [ 134 ]                        |
| 1551        | Hof Apotheke (Stuttgart)       | Đức               | Dược phẩm         | [ 286 ]                        |
| 1551        | Codorníu                       | Tây Ban Nha       | Rượu vang         | [ 36 ]                         |
| 1551        | Daikokuya                      | Nhật Bản          | Thực phẩm         | [ 266 ] [ 287 ]                |
| 1552        | Fonjallaz                      | Thụy Sỹ           | Rượu vang         | [ 288 ]                        |
| 1553        | Piesslinger                    | Áo                | Nhôm              | [ 289 ]                        |
| 1554        | De Vergulde Hand               | Hà Lan            | Xà phòng          | [ 134 ] [ 290 ]                |
| 1554        | Tomita                         | Nhật Bản          | Sake              | [ 257 ]                        |
| 1554        | Meien                          | Nhật Bản          | Muối              | [ 291 ]                        |
| 1555        | Chiso                          | Nhật Bản          | Quần áo           | [ 292 ]                        |
| 1555        | Chikiriya Jihei                | Nhật Bản          | Quần áo           | [ 284 ]                        |
| trước 1558  | Kaikodo                        | Nhật Bản          | Đồ sơn mài        | [ 293 ]                        |
| 1558        | Kanbayashi Shunsho             | Nhật Bản          | Trà               | [ 284 ]                        |
| 1558        | Ueda                           | Nhật Bản          | Sake              | [ 294 ]                        |
| 1559        | Kastner                        | Áo                | Bánh kẹo          |                                |
| 1560        | Aritsugu                       | Nhật Bản          | Dao               |                                |
| 1560        | Nabeya                         | Nhật Bản          | Gia công kim loại |                                |
| 1560        | Okamoto                        | Nhật Bản          | Sắt               | [ 295 ]                        |
| 1560        | Hasemoku                       | Nhật Bản          | Bất động sản      | [ 138 ]                        |
| 1560        | Ichijoh                        | Nhật Bản          | Khách sạn         | [ 63 ]                         |
| 1561        | Achkarren Krone                | Đức               | Khách sạn         | [ 296 ]                        |
| 1561        | SS Annunziata                  | Ý                 | Nước hoa          | [ 297 ]                        |
| 1561        | Yamagatakan                    | Nhật Bản          | Khách sạn         | [ 298 ]                        |
| 1562        | Otaya Hanuemon                 | Nhật Bản          | Bánh kẹo          | [ 299 ]                        |
| 1563        | Shima Tamura                   | Nhật Bản          | Khách sạn         | [ 300 ]                        |
| 1563        | Kojiya                         | Nhật Bản          | Thực phẩm         | [ 232 ]                        |
| 1564        | Svijany                        | Cộng hòa Séc      | Bia               |                                |
| 1565        | Taiko Mochi                    | Nhật Bản          | Bánh kẹo          | [ 301 ]                        |
| 1566        | Nishikawa                      | Nhật Bản          | Giường ngủ        | [ 257 ]                        |
| 1567        | Acrobräu                       | Đức               | Bia               | [ 302 ]                        |
| 1567        | Liuquanju                      | Trung Quốc        | Nhà hàng          | [ 303 ]                        |
| 1568        | Gasthof Herold                 | Đức               | Bia               | [ 304 ]                        |
| 1568        | Kichijiya                      | Nhật Bản          | Dầu               | [ 305 ]                        |
| 1568        | Poschinger                     | Đức               | Thủy tinh         | [ 306 ]                        |
| 1569        | Edegger-Tax                    | Áo                | Tiệm bánh         | [ 307 ]                        |
| 1570        | Einhorn Apotheke               | Đức               | Dược phẩm         | [ 308 ]                        |
| 1570        | Klášter                        | Cộng hòa Séc      | Bia               |                                |
| 1570        | Schwarzer Adler                | Áo                | Khách sạn         | [ 309 ]                        |
| 1570        | Whitechapel Bell Foundry       | Anh Quốc          | Xưởng đúc         | [ 105 ] [ 269 ] [ 310 ]        |
| 1570        | Suishodo                       | Nhật Bản          | Dược phẩm         | [ 311 ]                        |
| 1570        | Isekusuri Honpo                | Nhật Bản          | Dược phẩm         | [ 312 ]                        |
| 1572        | Royal Tichelaar Makkum         | Hà Lan            | Gốm               |                                |
| 1573        | Luzhou Laojiao                 | Trung Quốc        | Chưng cất rượu    | [ 313 ]                        |
| 1573        | Hosoji Inbanten                | Nhật Bản          | Tem               | [ 66 ]                         |
| 1573        | Nakano                         | Nhật Bản          | Cá                | [ 314 ]                        |
| 1573        | Muroji                         | Nhật Bản          | Nước sốt          | [ 315 ]                        |
| 1573        | Otsuya                         | Nhật Bản          | Bán lẻ            | [ 316 ]                        |
| 1573–1592   | Nihon Kodo                     | Nhật Bản          | Hương trầm        | [ 142 ]                        |
| 1573–1592   | Shintsu                        | Nhật Bản          | Vật liệu xây dựng | [ 317 ]                        |
| 1573–1592   | Sonodaya                       | Nhật Bản          | Bánh kẹo          | [ 318 ]                        |
| 1573–1592   | Kanbayashi                     | Nhật Bản          | Trà               | [ 319 ]                        |
| 1573–1592   | Mitsuboshien Kanbayashi Sannyu | Nhật Bản          | Trà               | [ 320 ]                        |
| 1573–1592   | Ishikawa                       | Nhật Bản          | Đá                | [ 321 ]                        |
| 1574        | Dopff au Moulin                | Pháp              | Rượu vang         | [ 322 ]                        |
| 1574        | Glossner                       | Đức               | Bia               | [ 323 ]                        |
| 1575        | Nikenjayamochi Kadoya          | Nhật Bản          | Bia               | [ 283 ]                        |
| 1575        | Lucas Bols                     | Hà Lan            | Chưng cất rượu    |                                |
| 1575        | Meboso Hachirobee              | Nhật Bản          | Mồi câu           | [ 66 ]                         |
| 1575        | Yanagiya Hozen                 | Nhật Bản          | Bánh kẹo          | [ 283 ]                        |
| 1576        | Heihachi Jaya                  | Nhật Bản          | Nhà hàng          | [ 324 ]                        |
| 1576        | Kishigon                       | Nhật Bản          | Khách sạn         | [ 325 ]                        |
| 1576        | Gyokueido                      | Nhật Bản          | Bánh kẹo          | [ 326 ]                        |
| 1577        | Kobaien                        | Nhật Bản          | Mực viết          | [ 327 ]                        |
| 1577        | Mineyo                         | Nhật Bản          | Cá                | [ 298 ]                        |
| 1578        | Holzhausen                     | Áo                | In ấn             | [ 328 ]                        |
| 1578        | Klett                          | Đức               | Súng đạn          | [ 329 ]                        |
| 1578        | Lamp no Yado                   | Nhật Bản          | Khách sạn         | [ 66 ]                         |
| 1578        | Tomihiro                       | Nhật Bản          | Quần áo           | [ 330 ]                        |
| 1579        | Hof-Apotheke (Sigmaringen)     | Đức               | Dược phẩm         | [ 331 ]                        |
| 1579        | Kiguraya                       | Nhật Bản          | Quần              | [ 332 ]                        |
| ca.1580     | Higashimaru                    | Nhật Bản          | Nước sốt          | [ 333 ]                        |
| 1581        | Krušovice                      | Cộng hòa Séc      | Bia               |                                |
| 1582        | Hatano Paint                   | Nhật Bản          | Sơn               | [ 334 ]                        |
| 1582        | Indenya                        | Nhật Bản          | Đồ da             | [ 335 ]                        |
| 1582        | Koju                           | Nhật Bản          | Hương trầm        | [ 336 ]                        |
| 1582        | La Tour d'Argent               | Pháp              | Nhà hàng          |                                |
| 1582        | Onomichi                       | Nhật Bản          | Giấm              |                                |
| 1582        | Piana Clerico                  | Ý                 | Vải               | [ 337 ]                        |
| 1582        | Pivovar Krakonoš               | Cộng hòa Séc      | Bia               | [ 140 ] [ 338 ]                |
| 1582        | Tamaruya                       | Nhật Bản          | Mỳ udon           | [ 339 ]                        |
| 1582        | Thorbräu                       | Đức               | Bia               |                                |
| 1582        | Minowa                         | Nhật Bản          | Đồ sơn mài        | [ 316 ]                        |
| 1582        | MaYinglong                     | Trung Quốc        | Dược phẩm         | [ 340 ] [ 341 ]                |
| 1583        | Gnomenkeller                   | Đức               | Nhà hàng          | [ 342 ]                        |
| 1584        | Çemberlitaş Hamamı             | Thổ Nhĩ Kỳ        | Nhà tắm công cộng |                                |
| 1584        | Dragseths                      | Đức               | Nhà hàng          | [ 343 ]                        |
| 1584        | Erizen                         | Nhật Bản          | Quần áo           | [ 344 ]                        |
| 1584        | Gosset                         | Pháp              | Champagne         |                                |
| 1584        | Hahnemühle                     | Đức               | Giấy              |                                |
| 1584        | Godayu Kikuya                  | Nhật Bản          | Bánh kẹo          | [ 345 ]                        |
| 1584        | Yamato Intec                   | Nhật Bản          | Gia công kim loại | [ 264 ]                        |
| 1585        | Kiennast                       | Áo                | Siêu thị          | [ 346 ]                        |
| 1585        | Kikuya                         | Nhật Bản          | Bánh kẹo          | [ 347 ]                        |
| 1585        | Mercros                        | Nhật Bản          | Bán lẻ            | [ 348 ]                        |
| 1585        | Schlitzer                      | Đức               | Chưng cất rượu    |                                |
| 1585        | Tenshoen                       | Nhật Bản          | Trà               | [ 201 ]                        |
| 1586        | Matsui                         | Nhật Bản          | Xây dựng          | [ 349 ]                        |
| 1586        | Metzger                        | Đức               | Tiệm bánh         | [ 350 ]                        |
| 1586        | Oyama Shaji                    | Nhật Bản          | Xây dựng          | [ 230 ]                        |
| 1587        | Chogoromochi                   | Nhật Bản          | Bánh kẹo          | [ 351 ]                        |
| 1587        | Corbiac                        | Pháp              | Rượu vang         |                                |
| 1587        | Josuian                        | Nhật Bản          | Bánh kẹo          | [ 352 ]                        |
| 1588        | Keymer Tiles                   | Anh Quốc          | Gạch lát          | [ 353 ]                        |
| 1588        | Okeka                          | Nhật Bản          | Lò đốt            | [ 283 ]                        |
| 1589        | Hofbräuhaus                    | Đức               | Nhà hàng          |                                |
| 1589        | Klosterbrauerei Neuzelle       | Đức               | Bia               |                                |
| 1589        | Piesers                        | Đức               | Nhà hàng          | [ 354 ]                        |
| 1590        | Au-Hallertau                   | Đức               | Bia               | [ 355 ]                        |
| 1590        | Berenberg                      | Đức               | Ngân hàng         |                                |
| 1590        | Sumitomo Group                 | Nhật Bản          | Khai thác mỏ      |                                |
| 1590        | Ibasen                         | Nhật Bản          | Quạt              | [ 356 ]                        |
| 1590        | Lana                           | Pháp              | Giấy              | [ 357 ]                        |
| 1590        | Weichselbaum                   | Đức               | Gia công kim loại |                                |
| 1591        | R. Durtnell & Sons             | Anh Quốc          | Xây dựng          | [ 226 ] [ 269 ] [ 358 ]        |
| 1591        | Alte f.e. Hofapotheke          | Áo                | Dược phẩm         | [ 359 ]                        |
| 1591        | Kogure                         | Nhật Bản          | Khách sạn         | [ 232 ]                        |
| 1591        | Yamashina                      | Nhật Bản          | Đồ gia dụng       | [ 360 ]                        |
| 1592        | Osugiya Sobee                  | Nhật Bản          | Bánh kẹo          | [ 361 ]                        |
| 1592        | Meimon Sakai                   | Nhật Bản          | Sake              | [ 317 ]                        |
| 1592        | Kikyoya                        | Nhật Bản          | Bánh kẹo          | [ 362 ]                        |
| 1592        | Nezameya                       | Nhật Bản          | Nhà hàng          | [ 363 ]                        |
| 1593        | Koya                           | Nhật Bản          | Sake              | [ 330 ]                        |
| 1593        | Yamamotoya                     | Nhật Bản          | Hạt giống         | [ 364 ]                        |
| 1594        | Specht                         | Đức               | Nhà hàng          | [ 365 ]                        |
| 1594        | Kungyokudo                     | Nhật Bản          | Hương trầm        | [ 366 ]                        |
| 1594        | Fujinoya                       | Nhật Bản          | Phân bón          | [ 364 ]                        |
| 1595        | Alte Taverne                   | Đức               | Nhà hàng          | [ 367 ]                        |
| 1596        | Chojiya                        | Nhật Bản          | Nhà hàng          | [ 345 ]                        |
| 1596        | Ed Meier                       | Đức               | Giày              |                                |
| 1596        | Osiander                       | Đức               | Nhà sách          | [ 368 ]                        |
| 1596        | Toshimaya                      | Nhật Bản          | Sake              | [ 369 ]                        |
| 1596        | Takimo                         | Nhật Bản          | Thực phẩm         | [ 370 ]                        |
| 1596        | Oteramochi Kawaido             | Nhật Bản          | Bánh kẹo          | [ 371 ]                        |
| 1596        | Tazen                          | Nhật Bản          | Kim loại          | [ 63 ]                         |
| 1596        | Gyokurinbo                     | Nhật Bản          | Khách sạn         | [ 372 ]                        |
| 1596–1615   | Nagata Bunshodo                | Nhật Bản          | Xuất bản          | [ 373 ]                        |
| 1596–1615   | Heirakuji                      | Nhật Bản          | Xuất bản          | [ 373 ]                        |
| 1596–1615   | Hayashikan                     | Nhật Bản          | Quần áo           | [ 374 ]                        |
| 1597        | Gold Ochsen                    | Đức               | Bia               | [ 375 ]                        |
| 1597        | Kojima                         | Nhật Bản          | Sake              | [ 376 ]                        |
| 1597        | Kuwanaya                       | Nhật Bản          | Bánh kẹo          | [ 295 ]                        |
| 1597        | Uzu Kyumeigan                  | Nhật Bản          | Dược phẩm         | [ 377 ]                        |
| 1597        | Ryujin                         | Nhật Bản          | Sake              | [ 232 ]                        |
| 1598        | Chinjukan                      | Nhật Bản          | Đồ gốm            | [ 230 ]                        |
| 1598        | Wakanoura Imoto                | Nhật Bản          | Dược phẩm         | [ 378 ]                        |
| 1598        | Watahan                        | Nhật Bản          | Xây dựng          | [ 379 ]                        |
| 1598        | Nakazato Moemon                | Nhật Bản          | Đồ gốm            | [ 380 ]                        |
| trước 1599  | Minatoya Yurei-kosodate-ame    | Nhật Bản          | Bánh kẹo          | [ 381 ]                        |
| 1599        | Grassmayr                      | Áo                | Chuông            | [ 382 ]                        |
| 1599        | Umai                           | Nhật Bản          | Hóa chất          |                                |
| 1599        | Boun                           | Nhật Bản          | Khách sạn         | [ 232 ]                        |
| 1599        | Kyorin                         | Nhật Bản          | Quần áo           | [ 232 ]                        |
| 1599        | Shichiyama Hospital            | Nhật Bản          | Bệnh viện         | [ 383 ]                        |
| 1599        | Stämpfli                       | Thụy Sỹ           | Xuất bản          | [ 384 ]                        |

## 1600 tới 1649

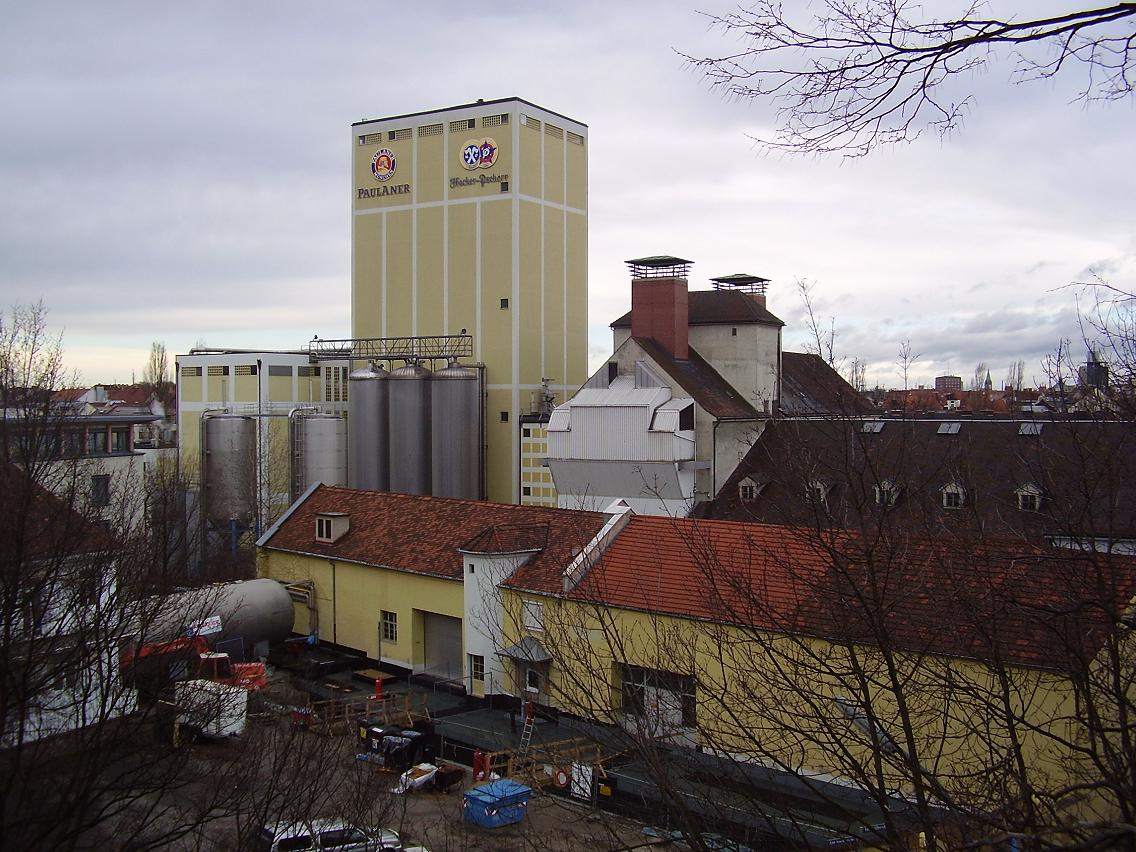
Nhà máy bia Paulaner Brewery tại Munich, Đức

| Năm         | Công ty                           | Địa điểm hiện tại | Lĩnh vực                   | Nguồn                   |
| ----------- | --------------------------------- | ----------------- | -------------------------- | ----------------------- |
| 1600        | Red Lion public house, Hillingdon | Anh Quốc          | Khách sạn                  | [ 385 ]                 |
| 1600        | Guangzhou Chenliji                | Trung Quốc        | Dược phẩm                  | [ 386 ]                 |
| 1600        | Zhimeizhai                        | Trung Quốc        | Nước sốt                   | [ 387 ]                 |
| 1600        | Kani                              | Nhật Bản          | Nước tương                 | [ 230 ]                 |
| 1600        | Kawamata                          | Nhật Bản          | Dược phẩm                  | [ 388 ]                 |
| 1600        | Kimura Shinzo                     | Nhật Bản          | Quần áo                    | [ 389 ]                 |
| 1600        | Kokuya                            | Nhật Bản          | Khách sạn                  | [ 390 ]                 |
| 1601        | Tissimans                         | Anh Quốc          | Quần áo                    | [ 226 ]                 |
| 1601        | Shioya                            | Nhật Bản          | Nhà đất                    | [ 230 ]                 |
| 1601        | Okuto                             | Nhật Bản          | Sake                       | [ 391 ]                 |
| 1602        | Goldener Karpfen                  | Đức               | Khách sạn                  | [ 392 ]                 |
| 1602        | Brauerei Gundel                   | Đức               | Bia                        | [ 393 ]                 |
| 1602        | Goto                              | Nhật Bản          | Sake                       | [ 394 ]                 |
| 1602        | Hozokan                           | Nhật Bản          | Nhà sách                   | [ 395 ]                 |
| 1602        | Migita                            | Nhật Bản          | Sake                       | [ 396 ]                 |
| 1602        | Yomeishu                          | Nhật Bản          | Dược phẩm, sake            | [ 397 ]                 |
| 1602        | Nakashima                         | Nhật Bản          | Slate                      | [ 230 ]                 |
| 1602        | Fukui Yaemon                      | Nhật Bản          | Bất động sản               | [ 398 ]                 |
| 1603        | Chateau Auvernier                 | Thụy Sỹ           | Rượu vang                  | [ 399 ]                 |
| 1603        | Hirose                            | Nhật Bản          | Kim loại                   | [ 370 ]                 |
| 1603        | Kuragi                            | Nhật Bản          | Nông nghiệp                | [ 283 ]                 |
| 1603        | Nemoto                            | Nhật Bản          | Sake                       | [ 58 ]                  |
| 1603        | Sato                              | Nhật Bản          | Miso                       | [ 400 ]                 |
| 1603        | Shobido Nagamatsu                 | Nhật Bản          | Vật dụng tôn giáo          | [ 401 ]                 |
| 1603        | Tsukasabotan                      | Nhật Bản          | Sake                       | [ 402 ]                 |
| 1603        | Unsuido                           | Nhật Bản          | Bánh kẹo                   | [ 403 ]                 |
| 1604        | Hirsch Hotel Gehrung              | Đức               | Khách sạn                  | [ 404 ]                 |
| khoảng 1604 | Ishicho                           | Nhật Bản          | Đồ đá                      | [ 405 ]                 |
| 1604        | Kikuchi Hojudo                    | Nhật Bản          | Xưởng đúc                  | [ 406 ]                 |
| 1604        | Kameya                            | Nhật Bản          | Dược phẩm                  | [ 407 ]                 |
| 1604        | Kadoshichi                        | Nhật Bản          | Bán lẻ                     | [ 316 ]                 |
| 1604        | Yuzakikan                         | Nhật Bản          | Khách sạn                  | [ 408 ]                 |
| 1605        | Mitaniya                          | Nhật Bản          | Quần áo                    | [ 206 ]                 |
| 1605        | Kagamiya                          | Nhật Bản          | Bản lẻ                     | [ 316 ]                 |
| 1605        | Kano                              | Nhật Bản          | Văn phòng phẩm             | [ 409 ]                 |
| 1606        | Kamakurabori Yodo                 | Nhật Bản          | Gia công đồ gỗ             | [ 410 ]                 |
| 1607        | Leve                              | Đức               | Nhà hàng                   | [ 411 ]                 |
| 1607        | Schleppe                          | Áo                | Bia                        | [ 412 ]                 |
| 1607        | Schlosswirt Zu Anif               | Áo                | Khách sạn                  | [ 413 ]                 |
| 1607        | Alfred Blaul Hofgut Goennheim     | Đức               | Rượu vang                  | [ 414 ]                 |
| 1607        | Skultuna                          | Thụy Điển         | Phụ kiện thau và bạc       |                         |
| 1607        | Sasajima                          | Nhật Bản          | Nhiên liệu                 | [ 415 ]                 |
| 1607        | Fushimiya                         | Nhật Bản          | Mỹ phẩm                    | [ 416 ]                 |
| 1608        | Kikyoya Orii                      | Nhật Bản          | Bánh kẹo                   | [ 417 ]                 |
| 1608        | Kimura                            | Nhật Bản          | Bán lẻ                     | [ 418 ]                 |
| 1608        | Takeda Kahei                      | Nhật Bản          | Quần áo                    | [ 419 ]                 |
| 1608        | Komeya                            | Nhật Bản          | Khách sạn                  | [ 420 ]                 |
| 1609        | Asano Taiko                       | Nhật Bản          | Trống                      | [ 66 ]                  |
| 1609        | Klampfleuthner                    | Đức               | Đồ gốm                     | [ 421 ]                 |
| 1609        | Kloster Ettal                     | Đức               | Bia                        | [ 422 ]                 |
| 1609        | Ritterbräu                        | Áo                | Bia                        | [ 423 ]                 |
| 1609        | Wolff                             | Áo                | Rượu vang                  |                         |
| 1609        | Apteka Rektorska                  | Ba Lan            | Dược phẩm                  | [ 424 ]                 |
| 1609        | Ryochikuya                        | Nhật Bản          | Khách sạn                  | [ 364 ]                 |
| trước 1610  | Wookey Hole                       | Anh Quốc          | Giấy                       | [ 425 ]                 |
| 1610        | Takenaka                          | Nhật Bản          | Xây dựng                   |                         |
| 1610        | Honjin                            | Nhật Bản          | Khách sạn                  | [ 426 ]                 |
| 1611        | Matsuzakaya                       | Nhật Bản          | Bản lẻ                     |                         |
| 1611        | Miyoshi                           | Nhật Bản          | Đèn lồng giấy              | [ 427 ]                 |
| 1611        | Hisaya Daikokudo                  | Nhật Bản          | Dược phẩm                  | [ 428 ]                 |
| 1611        | Meimondo Chihara                  | Nhật Bản          | Bánh kẹo                   | [ 429 ]                 |
| 1612        | Santa Maria Novella               | Ý                 | Dược phẩm                  |                         |
| 1613        | Mellerio                          | Pháp              | Trang sức                  | [ 105 ]                 |
| 1613        | J. D. Sauerländer's               | Đức               | Xuất bản                   | [ 430 ]                 |
| 1613        | Shirley Plantation                | Hoa Kỳ            | Trang trại                 | [ 431 ]                 |
| 1613        | Kikutani                          | Nhật Bản          | Bánh kẹo                   | [ 432 ]                 |
| 1614        | Sumihei                           | Nhật Bản          | Vật liệu xây dựng          | [ 264 ]                 |
| 1614        | Yamamoto                          | Nhật Bản          | Xây dựng                   | [ 294 ]                 |
| 1614        | Kansuiro                          | Nhật Bản          | Khách sạn                  | [ 433 ]                 |
| 1615        | Akamatsu                          | Nhật Bản          | Dược phẩm                  | [ 360 ]                 |
| 1615        | Aoki Trans                        | Nhật Bản          | Tàu thủy                   | [ 434 ]                 |
| 1615        | Cartiera Mantovana                | Ý                 | Giấy                       | [ 28 ]                  |
| 1615        | Eirakuya                          | Nhật Bản          | Bán lẻ                     | [ 435 ]                 |
| 1615        | Furuhata                          | Nhật Bản          | Khách sạn                  | [ 436 ]                 |
| 1615        | Grolsch                           | Hà Lan            | Bia                        |                         |
| 1615        | Hankeido                          | Nhật Bản          | Chổi vẽ                    | [ 257 ]                 |
| 1615        | Kimura                            | Nhật Bản          | Sake                       | [ 437 ]                 |
| 1615        | Komeya                            | Nhật Bản          | Dược phẩm                  | [ 438 ]                 |
| 1615        | Maruei                            | Nhật Bản          | Bán lẻ                     |                         |
| 1615        | Yanagiya                          | Nhật Bản          | Mỹ phẩm                    | [ 439 ]                 |
| 1615        | Anyōji                            | Nhật Bản          | Nhiên liệu                 | [ 66 ]                  |
| 1615        | Takagi                            | Nhật Bản          | Sake                       | [ 330 ]                 |
| 1615        | Kawabe                            | Nhật Bản          | Gia công đồ sắt            | [ 314 ]                 |
| 1615        | Murata                            | Nhật Bản          | Kính mắt                   | [ 440 ]                 |
| 1616        | Higeta                            | Nhật Bản          | Nước tương                 | [ 434 ]                 |
| 1616        | Vopak                             | Hà Lan            | Lưu trữ nhiên liệu         |                         |
| trước 1616  | Morino                            | Nhật Bản          | Bánh kẹo                   | [ 441 ]                 |
| 1616        | Wildbräu Grafing                  | Đức               | Bia                        | [ 442 ]                 |
| 1616        | C. Wittmann                       | Đức               | Bia                        | [ 443 ]                 |
| 1616        | Aburaya Kyusuke                   | Nhật Bản          | Bán buôn                   | [ 361 ]                 |
| 1617        | Kameya Kiyonaga                   | Nhật Bản          | Bánh kẹo                   | [ 444 ]                 |
| 1617        | Mannendo                          | Nhật Bản          | Bánh kẹo                   | [ 445 ]                 |
| 1618        | Zum Schwarzen Kameel              | Áo                | Nhà hàng                   | [ 446 ]                 |
| 1618        | Horiguchi                         | Nhật Bản          | Sake                       | [ 316 ]                 |
| 1619        | Tengu                             | Nhật Bản          | Trang sức                  | [ 360 ]                 |
| 1620        | Croix D'or et Poste               | Thụy Sỹ           | Khách sạn                  | [ 447 ]                 |
| 1620        | Spindler                          | Đức               | Rượu vang                  | [ 448 ]                 |
| 1620        | Toraya                            | Nhật Bản          | Bánh kẹo                   | [ 360 ]                 |
| 1620        | Naruko Kanko Khách sạn            | Nhật Bản          | Khách sạn                  | [ 63 ]                  |
| 1621        | Zur Letzten Instanz               | Đức               | Nhà hàng                   | [ 449 ]                 |
| 1622        | Gessner                           | Đức               | Bia                        | [ 450 ]                 |
| 1622        | Hirschen                          | Thụy Sỹ           | Khách sạn                  | [ 451 ]                 |
| 1622        | Hiya                              | Nhật Bản          | Dược phẩm                  | [ 378 ]                 |
| 1623        | Hirase                            | Nhật Bản          | Sake                       | [ 452 ]                 |
| 1623        | Kamotsuru                         | Nhật Bản          | Sake                       | [ 453 ]                 |
| 1623        | Avedis Zildjian                   | Hoa Kỳ            | Chũm chọe                  | [ 2 ] [ 36 ]            |
| 1624        | Akashiya                          | Nhật Bản          | Chổi vẽ                    |                         |
| 1624        | Fukusaya                          | Nhật Bản          | Castella                   | [ 434 ]                 |
| 1624        | Okubo Nishinochaya                | Nhật Bản          | Mỳ soba                    | [ 454 ]                 |
| 1624        | Karacho                           | Nhật Bản          | Giấy                       |                         |
| circa 1624  | Komaruya                          | Nhật Bản          | Uchiwa                     | [ 455 ]                 |
| 1624        | Marui                             | Nhật Bản          | Vải                        | [ 266 ] [ 287 ]         |
| 1624        | Takahashi Magozaemon              | Nhật Bản          | Sake                       | [ 361 ]                 |
| 1624        | Hoshino Resorts Kai Kaga          | Nhật Bản          | Khách sạn                  |                         |
| 1624        | Yoshizaki                         | Nhật Bản          | Sake                       | [ 456 ]                 |
| 1624        | Kato                              | Nhật Bản          | Cối xay đá                 | [ 370 ]                 |
| 1624        | Yoshinoso Yukawaya                | Nhật Bản          | Khách sạn                  | [ 294 ]                 |
| 1624        | Takaoka Fukunobu                  | Nhật Bản          | Bánh kẹo                   | [ 457 ]                 |
| 1624        | Murata Bunpuku                    | Nhật Bản          | Bánh kẹo                   | [ 458 ]                 |
| 1624        | Sato                              | Nhật Bản          | Đồ tang                    | [ 459 ]                 |
| 1624        | Awabiya                           | Nhật Bản          | Hải sản                    | [ 410 ]                 |
| 1624        | Zum Heidenberg                    | Đức               | Khách sạn                  | [ 460 ]                 |
| 1624–1645   | Shobun                            | Nhật Bản          | Giấm                       | [ 461 ]                 |
| 1624–1645   | Ota                               | Nhật Bản          | Gia công đồ đá             | [ 334 ]                 |
| 1624–1645   | Mimasuya                          | Nhật Bản          | Bánh kẹo                   | [ 462 ]                 |
| 1624–1645   | Kawabun                           | Nhật Bản          | Nhà hàng                   | [ 463 ]                 |
| 1624–1645   | Amihiko                           | Nhật Bản          | Nhà hàng                   | [ 464 ]                 |
| 1624–1645   | Tokiwaya                          | Nhật Bản          | Khách sạn                  | [ 465 ]                 |
| 1625        | Iwanumaya                         | Nhật Bản          | Khách sạn                  | [ 63 ]                  |
| 1625        | Aogen                             | Nhật Bản          | Miso                       | [ 266 ] [ 287 ]         |
| 1625        | Fukumitsuya                       | Nhật Bản          | Sake                       | [ 466 ]                 |
| 1625        | Fukuzumi                          | Nhật Bản          | Khách sạn                  | [ 467 ]                 |
| 1625        | Morihachi                         | Nhật Bản          | Bánh kẹo                   | [ 468 ]                 |
| 1625        | Paul Schunk                       | Đức               | Rượu vang                  | [ 469 ]                 |
| 1625        | Sakura Masamune                   | Nhật Bản          | Sake                       | [ 470 ]                 |
| 1625        | Toa                               | Nhật Bản          | Sake                       | [ 471 ]                 |
| 1625        | Yagenbori                         | Nhật Bản          | Shichimi                   | [ 472 ]                 |
| 1625        | Masuda                            | Nhật Bản          | Sake                       | [ 294 ]                 |
| 1626        | Rikyuen                           | Nhật Bản          | Trà                        | [ 473 ]                 |
| 1625        | Morihisa Iron Studio              | Nhật Bản          | Đồ sắt                     | [ 474 ]                 |
| 1625        | Yamauchi                          | Nhật Bản          | Vật dụng tôn giáo          | [ 475 ]                 |
| 1626        | Zur Forelle                       | Đức               | Nhà hàng                   | [ 476 ]                 |
| 1626        | Minoya                            | Nhật Bản          | Sake                       | [ 58 ]                  |
| 1626        | Panesys                           | Nhật Bản          | Vật liệu xây dựng          | [ 428 ]                 |
| 1626        | Kuroda Eiichi                     | Nhật Bản          | Sake                       | [ 477 ]                 |
| 1626        | Kanyoutei                         | Nhật Bản          | Bánh kẹo                   | [ 478 ]                 |
| 1626        | Fujimura                          | Nhật Bản          | Bánh kẹo                   | [ 479 ]                 |
| 1627        | Kotohira Kadan                    | Nhật Bản          | Khách sạn                  | [ 480 ]                 |
| 1628        | Tsukubasan Edoya                  | Nhật Bản          | Khách sạn                  | [ 58 ]                  |
| 1628        | Lammsbräu                         | Đức               | Bia                        | [ 481 ]                 |
| 1628        | Schwan                            | Đức               | Khách sạn                  | [ 482 ]                 |
| 1628        | Todaya                            | Nhật Bản          | Bánh kẹo                   | [ 264 ]                 |
| 1628        | Winkler                           | Đức               | Nhà hàng                   | [ 483 ]                 |
| 1628        | Yachiya                           | Nhật Bản          | Sake                       | [ 484 ]                 |
| 1628        | Horikiri                          | Nhật Bản          | Xây dựng                   | [ 485 ]                 |
| 1629        | Augustea SpA                      | Ý                 | Tàu thủy                   | [ 105 ]                 |
| 1629        | Horiguchi                         | Nhật Bản          | Xây dựng                   | [ 434 ]                 |
| 1629        | Tyskie                            | Ba Lan            | Bia                        |                         |
| 1630        | Chidoriya                         | Nhật Bản          | Bánh kẹo                   | [ 486 ]                 |
| 1630        | Graf Arco                         | Đức               | Bia                        | [ 487 ]                 |
| 1630        | Ichinoyu                          | Nhật Bản          | Khách sạn                  | [ 488 ]                 |
| 1630        | Kikkoman                          | Nhật Bản          | Thực phẩm                  |                         |
| 1630        | Wirt am Berg                      | Áo                | Nhà hàng                   | [ 489 ]                 |
| 1630        | Oi Yamamoto                       | Nhật Bản          | Hải sản                    | [ 428 ]                 |
| 1631        | Tsunehisa                         | Nhật Bản          | Dao nhà bếp                | [ 490 ]                 |
| 1632        | Schwechat                         | Áo                | Bia                        | [ 491 ]                 |
| 1632–33     | Tuttle's Red Barn                 | Hoa Kỳ            | Trang trại                 | [ 431 ] [ 492 ] [ 493 ] |
| 1632        | Yusaya                            | Nhật Bản          | Khách sạn                  | [ 63 ]                  |
| 1632        | Zum Ochsen                        | Đức               | Nhà hàng                   | [ 494 ]                 |
| 1632        | Takasagoya Ikeuchi                | Nhật Bản          | Gối                        | [ 495 ]                 |
| 1632        | Yoshida Hideji                    | Nhật Bản          | Tatami                     | [ 495 ]                 |
| 1632        | Ishino                            | Nhật Bản          | Đồ đá                      | [ 495 ]                 |
| 1632        | Tokumistuya                       | Nhật Bản          | Dược phẩm                  | [ 496 ]                 |
| 1633        | Izumi Shokai                      | Nhật Bản          | Gia công đồ đá             | [ 334 ]                 |
| 1633        | Wakabayashi                       | Nhật Bản          | Túi xách                   | [ 317 ]                 |
| 1634        | Albrecht                          | Đức               | Gia công kim loại          | [ 497 ]                 |
| 1634        | Paulaner                          | Đức               | Bia                        |                         |
| 1634        | Ryoguchiya Korekiyo               | Nhật Bản          | Bánh kẹo                   | [ 370 ]                 |
| 1634        | Nagamochiya                       | Nhật Bản          | Bánh kẹo                   | [ 283 ]                 |
| 1634        | Gotenmori                         | Nhật Bản          | Khách sạn                  | [ 498 ]                 |
| 1635        | Dreikönigshof                     | Đức               | Rượu vang                  | [ 499 ]                 |
| 1635        | Maruyama                          | Nhật Bản          | Đồ gỗ                      | [ 293 ]                 |
| 1635        | Morikawa                          | Nhật Bản          | Mỳ somen                   | [ 500 ]                 |
| 1635        | Nickelhütte Aue                   | Đức               | Thiếc                      |                         |
| 1635        | Regenfuß                          | Đức               | Nhà trẻ                    | [ 501 ]                 |
| 1635        | Casa Batalha                      | Bồ Đào Nha        | Trang sức                  | [ 502 ]                 |
| 1635        | Okutan Kiyomizu                   | Nhật Bản          | Nhà hàng                   | [ 503 ] [ 504 ]         |
| 1635        | Harikichi                         | Nhật Bản          | Cần câu cá                 | [ 317 ]                 |
| 1636        | Maxlrainer                        | Đức               | Bia                        | [ 505 ]                 |
| 1636        | Shiraishi                         | Nhật Bản          | Bán buôn                   | [ 60 ]                  |
| 1636        | Fuyahei                           | Nhật Bản          | Nhà hàng                   | [ 506 ]                 |
| 1636        | Hatsugame                         | Nhật Bản          | Sake                       | [ 507 ]                 |
| 1637        | Gekkeikan                         | Nhật Bản          | Sake                       | [ 105 ]                 |
| 1638        | Einbecker Blaudruck               | Đức               | Vải lanh                   | [ 508 ]                 |
| 1638        | Fürst                             | Đức               | Rượu vang                  |                         |
| 1638        | Kizuya                            | Nhật Bản          | Đồ dùng văn phòng          | [ 509 ]                 |
| 1638        | Kopke Port                        | Bồ Đào Nha        | Rượu vang                  | [ 510 ]                 |
| 1638        | Touwfabriek Langman               | Hà Lan            | Dây thừng                  | [ 511 ] [ 512 ]         |
| 1638        | Tysmenytsia Fur Company           | Ukraine           | Dệt may                    | [ 2 ] [ 36 ]            |
| 1638        | Shiratamaya Shinzaburo            | Nhật Bản          | Bánh kẹo                   | [ 513 ]                 |
| 1638        | GABA                              | Thụy Sỹ           | Sản phẩm chăm sóc sức khỏe | [ 514 ]                 |
| 1639        | Field View Farm                   | Hoa Kỳ            | Trang trại                 | [ 515 ] [ 516 ]         |
| 1639        | Hugel & Fils                      | Pháp              | Rượu vang                  | [ 105 ]                 |
| 1639        | Tsuruya                           | Nhật Bản          | Bánh kẹo                   | [ 517 ]                 |
| 1639        | Kyushu Toho                       | Nhật Bản          | Dụng cụ y tế               | [ 513 ]                 |
| 1639        | Shimogoten                        | Nhật Bản          | Khách sạn                  | [ 408 ]                 |
| 1640        | Fromholzer                        | Áo                | Vải lanh                   | [ 518 ]                 |
| 1640        | Tanaka                            | Nhật Bản          | Sake                       | [ 519 ]                 |
| 1640        | Kyorinkai                         | Nhật Bản          | Bệnh viện                  | [ 520 ]                 |
| 1641        | Bickelmaier                       | Đức               | Rượu vang                  | [ 521 ]                 |
| 1641        | Sonne                             | Thụy Sỹ           | Khách sạn                  | [ 522 ]                 |
| 1641        | Spreitzer                         | Đức               | Rượu vang                  | [ 523 ]                 |
| 1642        | Bilsener                          | Đức               | Bảo hiểm                   | [ 524 ]                 |
| 1642        | Barker's Farm                     | Hoa Kỳ            | Trang trại                 | [ 525 ] [ 526 ] [ 527 ] |
| 1642        | Hof Apotheke Rüdel                | Đức               | Dược phẩm                  | [ 528 ]                 |
| 1642        | Amako                             | Nhật Bản          | Máy móc                    | [ 360 ]                 |
| 1642        | Kagetsu                           | Nhật Bản          | Nhà hàng                   | [ 529 ]                 |
| 1642        | Fukagawaya Mutsudaijo             | Nhật Bản          | Bánh kẹo                   | [ 530 ]                 |
| 1643        | Rudi Rüttger                      | Đức               | Rượu vang                  | [ 531 ]                 |
| 1643        | Tanaka                            | Nhật Bản          | Sake                       | [ 361 ]                 |
| 1643        | Sasaki                            | Nhật Bản          | Con dấu                    | [ 532 ]                 |
| 1643        | Trudon                            | Pháp              | Sáp nến                    |                         |
| 1644        | Bucher                            | Đức               | Bia                        |                         |
| 1644        | Stockholm                         | Đức               | Khách sạn                  | [ 533 ]                 |
| 1644        | Tsukioka                          | Nhật Bản          | Khách sạn                  | [ 534 ]                 |
| 1645        | Daishin                           | Nhật Bản          | Khách sạn                  | [ 535 ]                 |
| 1645        | Hatchomiso                        | Nhật Bản          | Miso                       | [ 370 ]                 |
| 1645        | Post-och Inrikes Tidningar        | Thụy Điển         | Báo chí                    | [ 18 ] [ 536 ]          |
| 1645        | Ritter                            | Đức               | Bia                        |                         |
| 1645        | Shohokuen                         | Nhật Bản          | Trà                        | [ 537 ]                 |
| 1645        | Shoutoku                          | Nhật Bản          | Sake                       |                         |
| 1645        | Yamasa                            | Nhật Bản          | Nước tương                 |                         |
| 1645        | Kaku                              | Nhật Bản          | Dụng cụ nông nghiệp        | [ 538 ]                 |
| 1646        | Bofors                            | Thụy Điển         | Defense                    |                         |
| 1647        | Chivite                           | Tây Ban Nha       | Rượu vang                  | [ 539 ]                 |
| 1648        | Kojima                            | Nhật Bản          | Giấy                       | [ 434 ]                 |
| 1648        | Fujiya                            | Nhật Bản          | Hội trường đám cưới        | [ 264 ]                 |
| 1648        | Oji Ogiya                         | Nhật Bản          | Nhà hàng                   | [ 540 ]                 |
| 1648-1651   | Shirokiya                         | Nhật Bản          | Đồ sơn mài                 | [ 293 ]                 |
| 1649        | Bischofshof                       | Đức               | Bia                        | [ 541 ]                 |
| 1649        | Falter                            | Đức               | Bia                        |                         |
| 1649        | Fiskars                           | Phần Lan          | Lưỡi dao                   |                         |
| 1649        | Marukan                           | Nhật Bản          | Giấm                       | [ 542 ]                 |
| 1649        | Trautwein                         | Đức               | Rượu vang                  | [ 543 ]                 |
| 1649        | Tanaka                            | Nhật Bản          | Két                        | [ 485 ]                 |

## 1650 tới 1699

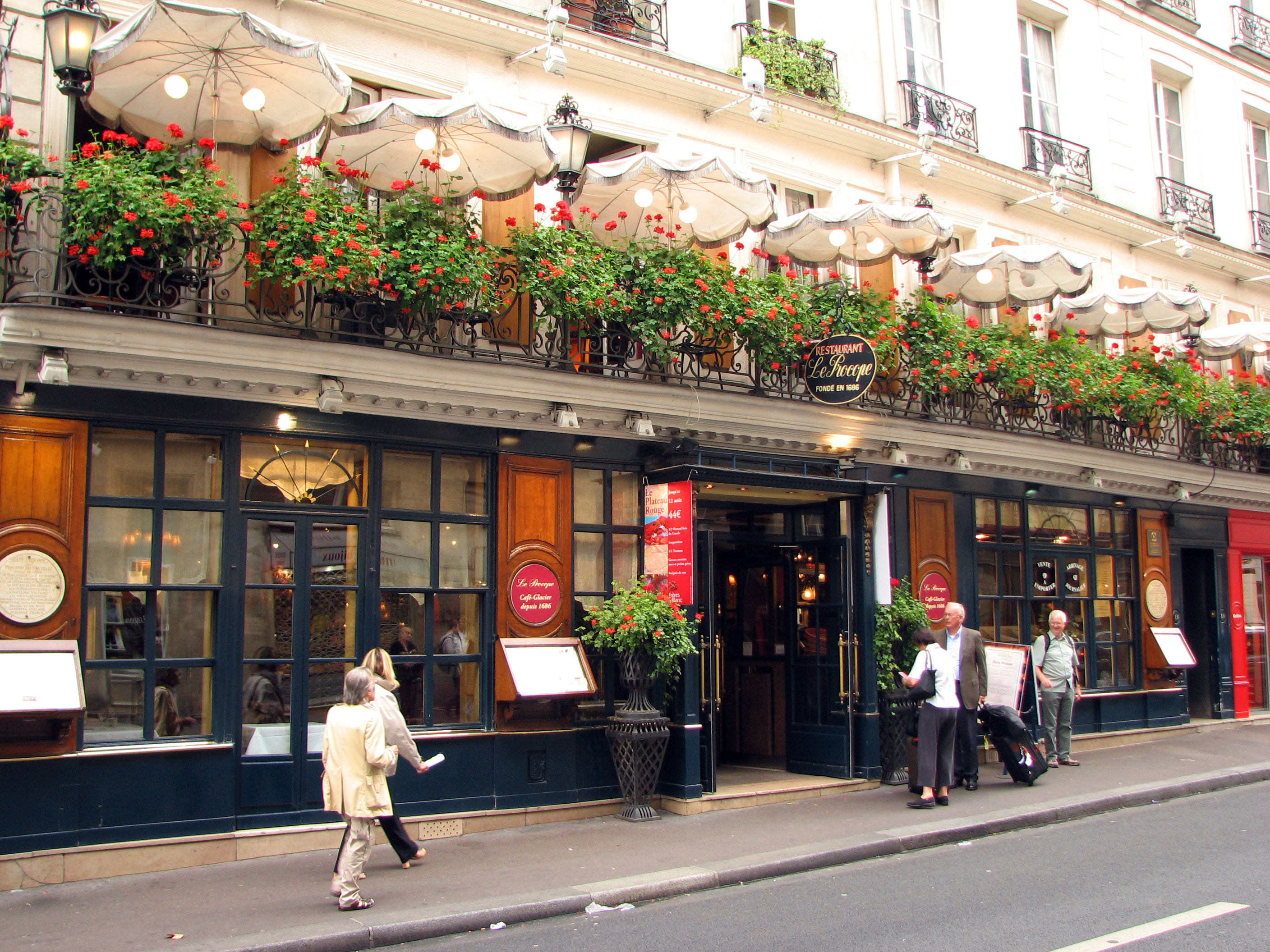
Café Procope được coi là nhà hàng lâu đời nhất tại Paris còn hoạt động liên tục. Nó được mở năm 1686 bởi đầu bếp người Sicily Francesco Procopio dei Coltelli.

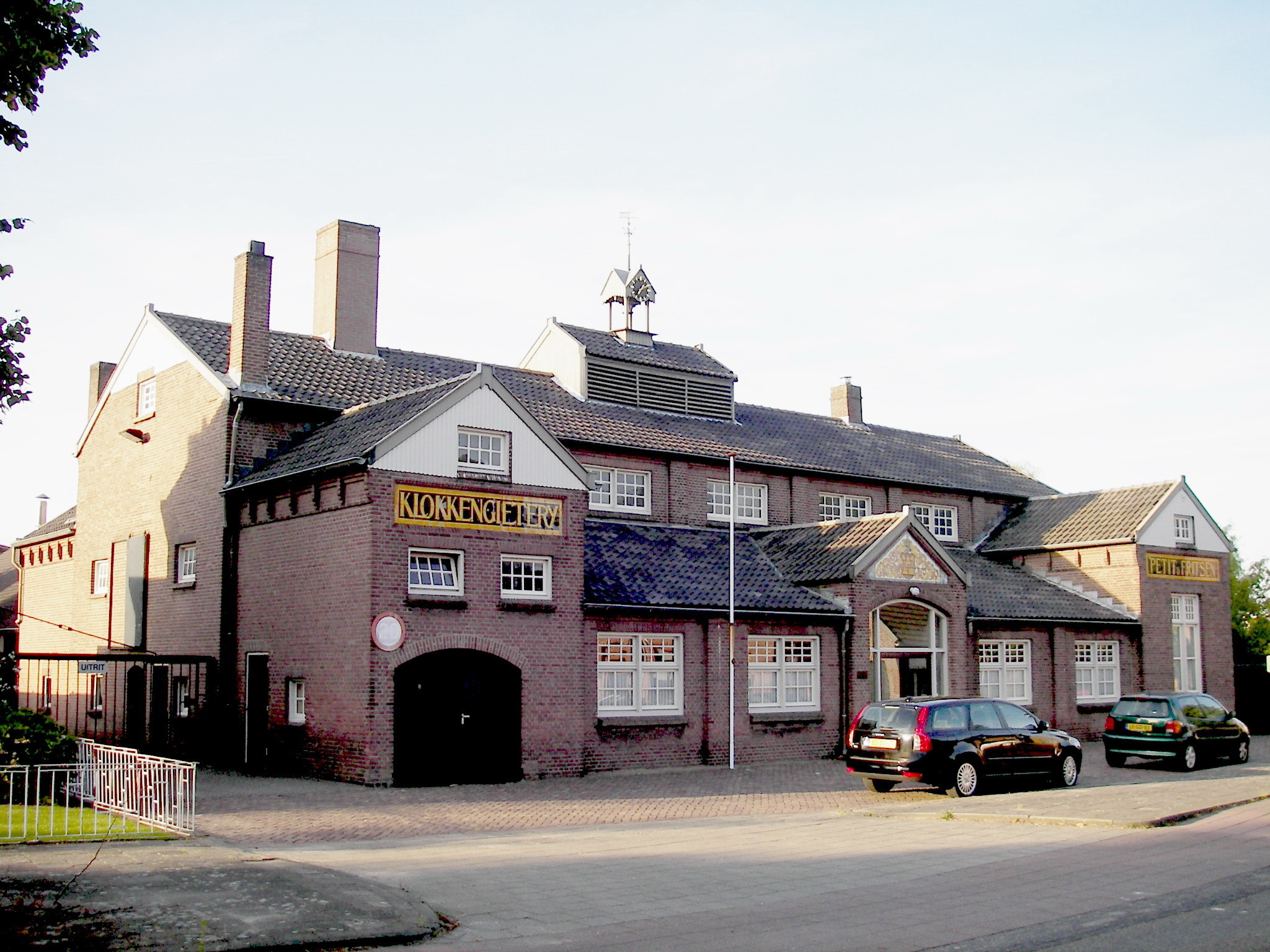
Petit & Fritsen (Koninklijke Klokkengieterij Petit & Fritsen b.v.) là một xưởng đúc tại Aarle-Rixtel, Hà Lan từ năm 1660.

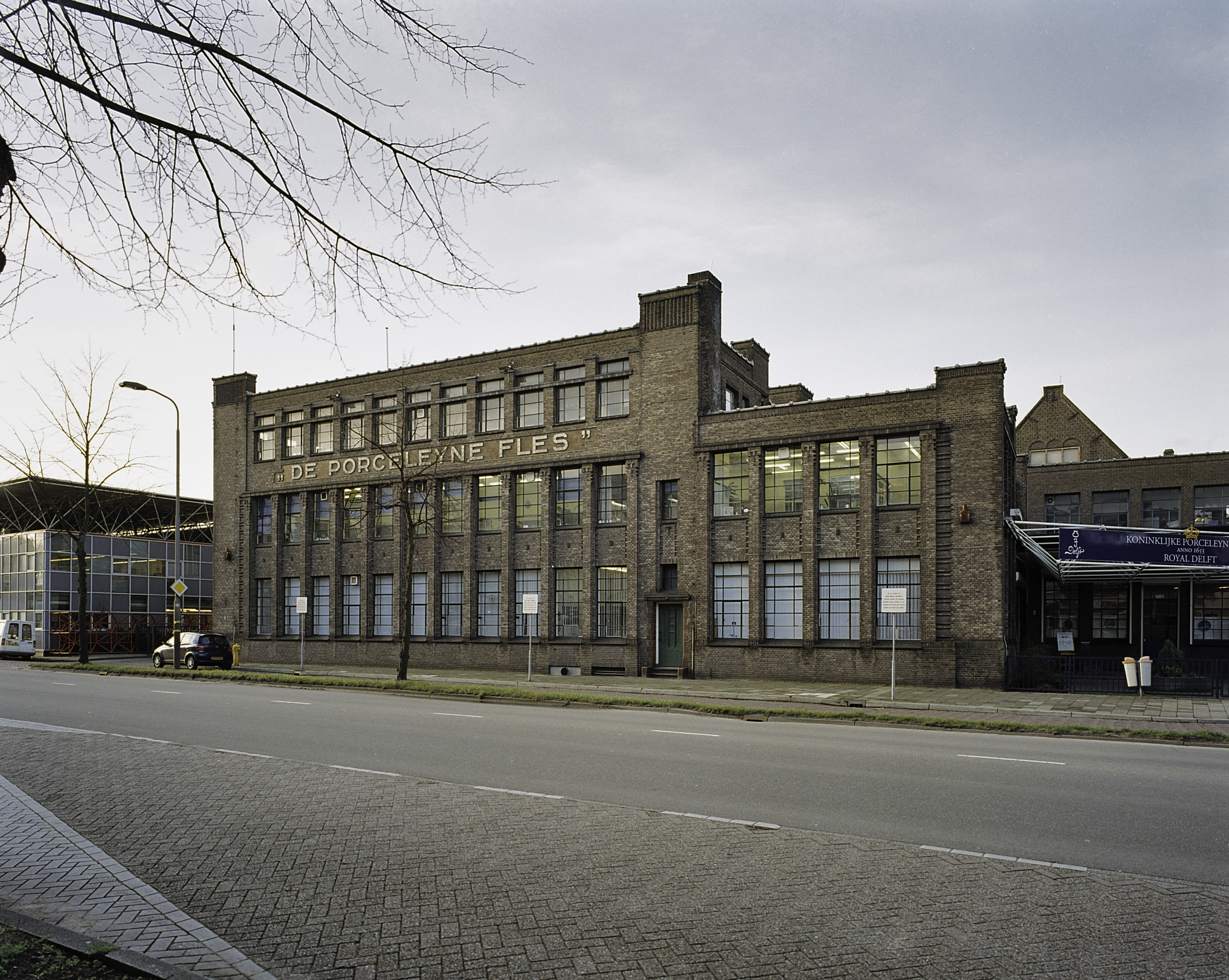
Tòa nhà Royal Delft (De Koninklijke Porceleyne Fles) là một di tích quốc gia tại Hà Lan. Đây là nhà máy duy nhất còn lại trong số 32 nhà máy đồ sánh từng tồn tại tại Delft trong thế kỷ XVII.

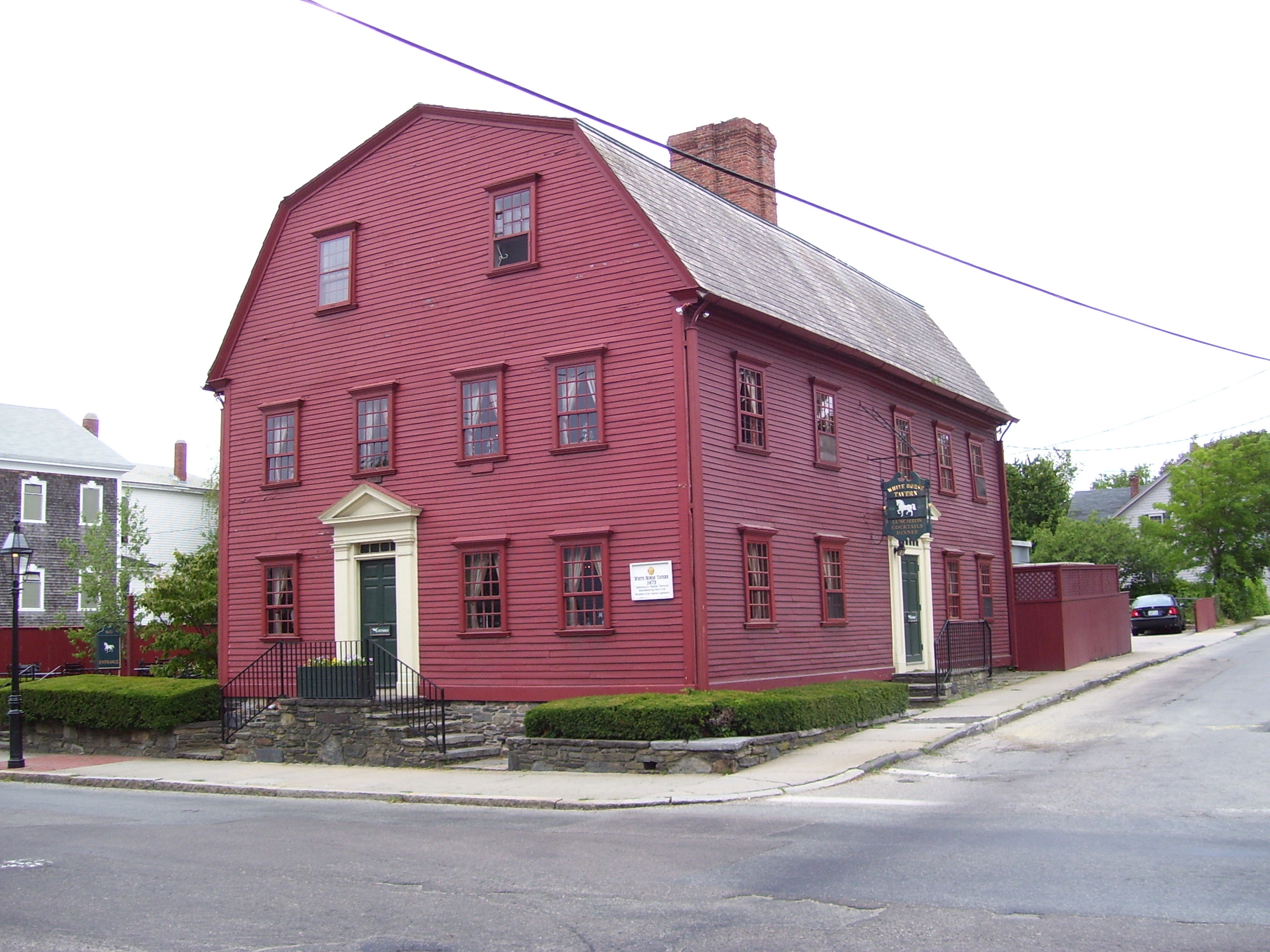
White Horse Tavern tại Newport, Rhode Island được đưa vào Sổ bộ Địa danh Lịch sử Quốc gia Hoa Kỳ

| Năm         | Công ty                               | Địa điểm hiện tại | Lĩnh vực                       | Nguồn                           |
| ----------- | ------------------------------------- | ----------------- | ------------------------------ | ------------------------------- |
| 1650        | Aannemers- en Timmerbedrijf Roozemond | Hà Lan            | Xây dựng                       | [ 274 ]                         |
| 1650        | Yukawa                                | Nhật Bản          | Sake                           | [ 264 ]                         |
| 1650        | Schlossbrauerei Autenrieder           | Đức               | Bia                            | [ 547 ]                         |
| 1650        | Fachwerk 33                           | Đức               | Nhà hàng                       | [ 548 ]                         |
| 1650        | Kaganoi                               | Nhật Bản          | Sake                           | [ 549 ]                         |
| 1650        | Post Brauerei Weiler                  | Đức               | Bia                            | [ 550 ]                         |
| 1650        | Yukawa                                | Nhật Bản          | Sake                           | [ 551 ]                         |
| 1650        | Koshuya                               | Nhật Bản          | Búp bê                         | [ 552 ]                         |
| 1650        | Ebisuya                               | Nhật Bản          | Khách sạn                      | [ 553 ]                         |
| 1650        | Jiuzhitang                            | Trung Quốc        | Dược phẩm                      | [ 554 ]                         |
| 1650        | Otowaya Shinise                       | Nhật Bản          | Bánh kẹo                       | [ 555 ]                         |
| 1651        | Emmerich                              | Đức               | Rượu vang                      | [ 556 ]                         |
| 1651        | Lauterbacher                          | Đức               | Bia                            | [ 557 ]                         |
| 1651        | Wangmazi                              | Trung Quốc        | Kéo                            | [ 558 ] [ 559 ]                 |
| 1652        | Brückenkeller                         | Đức               | Nhà hàng                       | [ 560 ]                         |
| 1652        | KnaapenGroep                          | Hà Lan            | Xây dựng                       | [ 274 ]                         |
| 1652        | Bussho                                | Nhật Bản          | Vật dụng tôn giáo              | [ 283 ]                         |
| 1652        | Mabuchi                               | Nhật Bản          | Quần áo                        | [ 63 ]                          |
| 1652        | Ichimaru                              | Nhật Bản          | Quần áo                        | [ 364 ]                         |
| 1652-1655   | Matsuya Tokiwa                        | Nhật Bản          | Bánh kẹo                       | [ 561 ]                         |
| 1653        | Ozu                                   | Nhật Bản          | Giấy                           | [ 434 ]                         |
| 1653        | Royal Delft                           | Hà Lan            | Sứ                             |                                 |
| 1653        | Sushiman                              | Nhật Bản          | Nhà hàng                       | [ 562 ]                         |
| 1653        | Totsuka                               | Nhật Bản          | Sake                           | [ 264 ]                         |
| 1654        | Faust                                 | Đức               | Bia                            | [ 563 ]                         |
| 1654        | Orkla                                 | Na Uy             | Conglomerate                   |                                 |
| 1654        | Akoya                                 | Nhật Bản          | Quần áo                        | [ 364 ]                         |
| 1655        | Emery Farm                            | Hoa Kỳ            | Trang trại                     | [ 564 ]                         |
| 1655        | Firmin                                | Anh Quốc          | Thắt lưng                      |                                 |
| 1655        | Henninger Bia                         | Đức               | Bia                            |                                 |
| 1655        | Tanaka                                | Nhật Bản          | Sake                           | [ 58 ]                          |
| 1655        | Tobaya                                | Nhật Bản          | Dây đàn                        | [ 565 ]                         |
| 1655        | Zanini                                | Ý                 | Rèn sắt                        | [ 566 ]                         |
| 1655-1658   | Shichimiya                            | Nhật Bản          | Gia vị                         | [ 567 ]                         |
| 1656        | Au Bijou                              | Thụy Sỹ           | Trang sức                      | [ 568 ]                         |
| 1656        | Haarlems Dagblad                      | Hà Lan            | Báo chí                        | [ 536 ]                         |
| 1656        | Kasen                                 | Nhật Bản          | Lò nung                        | [ 569 ]                         |
| 1656        | Kogatanaya                            | Nhật Bản          | Búp bê                         | [ 552 ]                         |
| 1657        | Baieido                               | Nhật Bản          | Hương trầm                     |                                 |
| 1657        | Everlth                               | Nhật Bản          | Dược phẩm                      | [ 570 ]                         |
| 1657        | Hirschbräu                            | Đức               | Bia                            | [ 571 ]                         |
| 1657        | Kitagawa Honke                        | Nhật Bản          | Sake                           | [ 572 ]                         |
| 1657        | Nakayama Doll                         | Nhật Bản          | Dolls                          | [ 552 ]                         |
| 1657        | Ulefos Jernværk                       | Na Uy             | Xưởng đúc                      |                                 |
| 1657        | Toraya                                | Nhật Bản          | Bánh kẹo                       | [ 573 ]                         |
| 1657        | Uemura Yoshitsugu                     | Nhật Bản          | Bánh kẹo                       | [ 574 ]                         |
| 1657        | Kamigoten                             | Nhật Bản          | Khách sạn                      | [ 408 ]                         |
| 1657        | Cham Paper Group                      | Thụy Sỹ           | Giấy                           | [ 575 ]                         |
| 1658        | Arikawa                               | Nhật Bản          | Dược phẩm                      | [ 257 ]                         |
| 1658        | Gaststätte Röhrl                      | Đức               | Nhà hàng                       | [ 576 ]                         |
| 1658        | Hirai                                 | Nhật Bản          | Sake                           | [ 257 ]                         |
| 1658        | Nishino Kinryo                        | Nhật Bản          | Hóa chất                       | [ 334 ]                         |
| 1658        | Ohki                                  | Nhật Bản          | Dược phẩm                      | [ 434 ]                         |
| 1658        | Shuzui                                | Nhật Bản          | Cân                            | [ 577 ]                         |
| 1658        | Kamadaya                              | Nhật Bản          | Khách sạn                      | [ 63 ]                          |
| 1659        | Asadaya                               | Nhật Bản          | Khách sạn                      | [ 578 ]                         |
| 1659        | Asadaya Ihei                          | Nhật Bản          | Nhà hàng                       | [ 579 ]                         |
| 1659        | Harise                                | Nhật Bản          | Nhà hàng                       | [ 580 ]                         |
| 1659        | Hinoki                                | Nhật Bản          | In ấn                          | [ 581 ]                         |
| 1659        | Kagiya                                | Nhật Bản          | Pháo hoa                       | [ 582 ]                         |
| 1659        | Kiku Masamune                         | Nhật Bản          | Sake                           | [ 434 ]                         |
| 1659        | Mochibun                              | Nhật Bản          | Bánh kẹo                       | [ 583 ]                         |
| 1659        | Okamaya                               | Nhật Bản          | Kim loại                       | [ 584 ]                         |
| 1659        | Somaya                                | Nhật Bản          | Văn phòng phẩm                 | [ 585 ]                         |
| 1659        | Tsuchiya                              | Nhật Bản          | Đèn lồng giấy                  | [ 586 ]                         |
| 1660        | Chimatsushima                         | Nhật Bản          | Khách sạn                      | [ 63 ]                          |
| 1660        | Petit & Fritsen                       | Hà Lan            | Xưởng đúc                      |                                 |
| 1661        | Asaka                                 | Nhật Bản          | Dụng cụ                        | [ 434 ]                         |
| 1661        | Ejima                                 | Nhật Bản          | Trà                            | [ 587 ]                         |
| 1661        | Inoueki                               | Nhật Bản          | Hóa chất                       | [ 434 ]                         |
| 1661        | Kameya Sakyo                          | Nhật Bản          | Thuốc đông y                   | [ 588 ]                         |
| 1661        | Schilz                                | Đức               | Gốm                            |                                 |
| 1661        | Selbach                               | Đức               | Rượu vang                      |                                 |
| 1661        | Uchigasaki                            | Nhật Bản          | Sake                           | [ 589 ]                         |
| 1661        | Zohiko                                | Nhật Bản          | Đồ sơn mài                     | [ 293 ]                         |
| 1661-1673   | Tago Honke                            | Nhật Bản          | Sake                           | [ 590 ]                         |
| 1661-1673   | Otokoyama                             | Nhật Bản          | Sake                           | [ 591 ]                         |
| 1662        | Matsuzakaya                           | Nhật Bản          | Khách sạn                      | [ 553 ]                         |
| 1662        | Miyasaka                              | Nhật Bản          | Miso                           | [ 390 ]                         |
| 1662        | Moririn                               | Nhật Bản          | Vải                            | [ 434 ]                         |
| 1662        | Rössle                                | Đức               | Khách sạn                      | [ 592 ]                         |
| 1662        | Khách sạn Wesseling                   | Hà Lan            | Khách sạn                      | [ 274 ]                         |
| 1662        | Shirokiya                             | Nhật Bản          | Bán lẻ                         |                                 |
| 1662        | Tatsuuma Honke                        | Nhật Bản          | Sake                           | [ 434 ]                         |
| 1662        | Usui                                  | Nhật Bản          | Bán lẻ                         | [ 593 ]                         |
| 1662        | Van Eeghen                            | Hà Lan            | Thực phẩm                      | [ 105 ]                         |
| 1662        | Yanagiya                              | Nhật Bản          | Trà                            | [ 201 ]                         |
| 1663        | Hirsch                                | Đức               | Dược phẩm                      | [ 594 ]                         |
| 1663        | Hofmann                               | Đức               | Bia                            | [ 595 ]                         |
| 1663        | Ihan                                  | Nhật Bản          | Tatami                         | [ 596 ]                         |
| 1663        | Krawany                               | Áo                | Bán lẻ                         | [ 597 ]                         |
| 1663        | Kyukyodo                              | Nhật Bản          | Dược phẩm, đồ giấy, hương trầm | [ 598 ]                         |
| 1663        | Matsumoto                             | Nhật Bản          | Hóa chất                       | [ 599 ]                         |
| 1663        | Moriroku                              | Nhật Bản          | Hóa chất                       | [ 600 ]                         |
| 1663        | Shimakawa                             | Nhật Bản          | Bánh kẹo                       | [ 601 ]                         |
| 1663        | Zhang Xiaoquan                        | Trung Quốc        | Kéo                            | [ 602 ]                         |
| 1663        | Vitale Barberis Canonico              | Ý                 | Vải len                        |                                 |
| 1663        | Hauert                                | Thụy Sỹ           | Phân bón                       | [ 603 ]                         |
| 1664        | Daisan                                | Nhật Bản          | Bất động sản                   | [ 604 ]                         |
| 1664        | Schwarze & Schlichte                  | Đức               | Chưng cất rượu                 | [ 105 ]                         |
| 1664        | Gazzetta di Mantova                   | Ý                 | Báo chí                        | [ 536 ] [ 605 ]                 |
| 1665        | Gubernija                             | Lithuania         | Bia                            |                                 |
| 1665        | London Gazette                        | Anh Quốc          | Báo chí                        |                                 |
| 1665        | Morita                                | Nhật Bản          | Bia                            | [ 606 ]                         |
| 1665        | Okazaki                               | Nhật Bản          | Sake                           | [ 390 ]                         |
| 1665        | Saint-Gobain                          | Pháp              | Conglomerate                   |                                 |
| 1666        | Robert Noble                          | Anh Quốc          | Dệt may                        | [ 226 ]                         |
| 1666        | Sato                                  | Nhật Bản          | Siêu thị                       | [ 434 ]                         |
| 1666        | Spink                                 | Anh Quốc          | Tiền tệ                        | [ 226 ] [ 607 ]                 |
| 1666        | Wieninger                             | Đức               | Bia                            | [ 608 ]                         |
| 1666        | Yaegaki                               | Nhật Bản          | Sake                           | [ 609 ]                         |
| 1666        | Yuasa Trading                         | Nhật Bản          | Thương mại                     | [ 610 ]                         |
| 1666        | Bankaku                               | Nhật Bản          | Bánh kẹo                       | [ 611 ]                         |
| 1667        | Seaside Inn                           | Hoa Kỳ            | Khách sạn                      | [ 516 ] [ 612 ] [ 613 ]         |
| 1668        | Merck KGaA                            | Đức               | Dược phẩm                      | [ 614 ] [ 615 ]                 |
| 1668        | Engelbräu                             | Đức               | Bia                            | [ 616 ]                         |
| 1668        | Mitsui                                | Nhật Bản          | Sake                           | [ 617 ]                         |
| 1669        | Iseya                                 | Nhật Bản          | Khách sạn                      | [ 618 ]                         |
| 1669        | Okaya                                 | Nhật Bản          | Thương mại                     | [ 105 ]                         |
| 1669        | Tong Ren Tang                         | Trung Quốc        | Dược phẩm                      |                                 |
| 1669        | Zum Adler Breisach                    | Đức               | Nhà hàng                       | [ 619 ]                         |
| 1669        | Zum Kreuz                             | Thụy Sỹ           | Khách sạn                      | [ 620 ]                         |
| 1669        | Akahoshi                              | Nhật Bản          | Đồ kim loại                    | [ 618 ]                         |
| 1670        | El Rinconcillo                        | Tây Ban Nha       | Nhà hàng                       | [ 621 ]                         |
| 1670        | Hudson's Bay Company                  | Canada            | Bán lẻ                         | [ 622 ] [ 623 ] [ 624 ] [ 625 ] |
| 1670        | J. Herbin                             | Pháp              | Mực và sáp dấu                 | [ 626 ]                         |
| 1672        | Hoares Bank                           | Anh Quốc          | Ngân hàng                      | [ 105 ] [ 269 ]                 |
| 1672        | Kikuya                                | Nhật Bản          | Văn phòng phẩm                 | [ 627 ]                         |
| 1672        | Tucher Bräu                           | Đức               | Bia                            | [ 628 ]                         |
| 1672        | Rongbaozhai                           | Trung Quốc        | Văn phòng phẩm                 | [ 629 ]                         |
| 1673        | Daiichi                               | Nhật Bản          | Vải                            | [ 266 ]                         |
| 1673        | Genpei                                | Nhật Bản          | Sake                           | [ 630 ]                         |
| 1673        | Goldenes Kreuz                        | Áo                | Khách sạn                      | [ 631 ]                         |
| 1673        | Inata                                 | Nhật Bản          | Sake                           | [ 632 ]                         |
| 1673        | Jinjudo                               | Nhật Bản          | Hương trầm                     | [ 633 ]                         |
| 1673        | Kawashima                             | Nhật Bản          | Giấy                           | [ 634 ]                         |
| 1673        | Kawasho                               | Nhật Bản          | Giấy                           | [ 634 ]                         |
| 1673        | Mitsukoshi                            | Nhật Bản          | Bán lẻ                         |                                 |
| 1673        | Oga                                   | Nhật Bản          | Sake                           | [ 635 ]                         |
| 1673        | Tamagawa                              | Nhật Bản          | Sake                           | [ 361 ]                         |
| 1673        | Tamanohikari                          | Nhật Bản          | Sake                           | [ 636 ]                         |
| 1673        | White Horse Tavern                    | Hoa Kỳ            | Nhà hàng                       | [ 516 ] [ 637 ] [ 638 ]         |
| 1673        | Zillinger                             | Áo                | Rượu vang                      | [ 639 ]                         |
| 1673        | Yamada                                | Nhật Bản          | Nhà hàng                       | [ 364 ]                         |
| 1673        | Matsuya Riemon                        | Nhật Bản          | Bánh kẹo                       | [ 640 ]                         |
| 1673        | Ebiya                                 | Nhật Bản          | Đồ cổ                          | [ 641 ]                         |
| 1673-1681   | Kojimaya                              | Nhật Bản          | Bánh kẹo                       | [ 642 ]                         |
| 1673-1681   | Terada Honke                          | Nhật Bản          | Sake                           | [ 643 ]                         |
| 1674        | Miki                                  | Nhật Bản          | Hóa chất                       | [ 434 ]                         |
| 1674        | Sabatti                               | Ý                 | Súng đạn                       | [ 644 ]                         |
| 1674        | Stockholms Auktionsverk               | Thụy Điển         | Đấu giá                        |                                 |
| 1674        | Myogaya                               | Nhật Bản          | Khách sạn                      | [ 645 ]                         |
| 1675        | Adams Gasthof                         | Đức               | Nhà hàng                       | [ 646 ]                         |
| 1675        | Egger                                 | Áo                | Bia                            |                                 |
| 1675        | Hakubotan                             | Nhật Bản          | Sake                           | [ 360 ]                         |
| 1675        | Hartmann                              | Đức               | Khách sạn                      |                                 |
| 1675        | Masuda Tokubee                        | Nhật Bản          | Sake                           | [ 647 ]                         |
| 1675        | Matsudaya                             | Nhật Bản          | Khách sạn                      | [ 648 ]                         |
| 1675        | Mornflake                             | Anh Quốc          | Thực phẩm                      | [ 105 ]                         |
| 1675        | Romanushof                            | Đức               | Rượu vang                      | [ 649 ]                         |
| 1675        | Shuetsu                               | Nhật Bản          | Thực phẩm                      | [ 434 ]                         |
| 1675        | Sugimoto Kichijuro                    | Nhật Bản          | Dụng cụ                        | [ 553 ]                         |
| 1675        | Takahashi                             | Nhật Bản          | Gia công đồ đá                 | [ 321 ]                         |
| 1675        | Takanoya                              | Nhật Bản          | Karasumi                       | [ 650 ]                         |
| 1675        | Tamazawa                              | Nhật Bản          | Bánh kẹo                       | [ 651 ]                         |
| 1675        | Tiefenbrunner                         | Ý                 | Rượu vang                      | [ 652 ]                         |
| 1675        | Fujiwara                              | Nhật Bản          | Dầu                            | [ 60 ]                          |
| 1676        | Hiroroku                              | Nhật Bản          | Thực phẩm                      | [ 653 ]                         |
| 1676        | James Lock & Co.                      | Anh Quốc          | Mũ                             | [ 105 ] [ 269 ]                 |
| 1676        | Konishi Mankintan                     | Nhật Bản          | Dược phẩm                      | [ 654 ]                         |
| 1677        | Yamahiko                              | Nhật Bản          | Xây dựng                       | [ 257 ]                         |
| 1677        | Yamamoto Honke                        | Nhật Bản          | Sake                           | [ 655 ]                         |
| 1677        | Zur Linde                             | Đức               | Nhà hàng                       | [ 656 ]                         |
| 1678        | Olmo Antico                           | Ý                 | Rượu vang                      | [ 657 ]                         |
| 1678        | Mitsubishi Tanabe Pharma              | Nhật Bản          | Dược phẩm                      |                                 |
| 1679        | Eichbaum                              | Đức               | Bia                            |                                 |
| 1679        | Eigashima                             | Nhật Bản          | Sake                           | [ 658 ]                         |
| 1679        | Schwarz                               | Áo                | Đàn hạc miệng                  | [ 659 ]                         |
| 1679        | Viellard Migeon & Cie                 | Pháp              | Xưởng đúc                      | [ 105 ]                         |
| 1680        | Comédie-Française                     | Pháp              | Nhà hát                        |                                 |
| 1680        | Saunderskill                          | Hoa Kỳ            | Trang trại                     | [ 564 ]                         |
| 1680        | Simonis                               | Bỉ                | Vải                            |                                 |
| 1680        | Tenryo                                | Nhật Bản          | Sake                           | [ 660 ]                         |
| 1680        | Yoshibun                              | Nhật Bản          | Cá                             | [ 360 ]                         |
| 1680        | Morita Jihee                          | Nhật Bản          | Dược phẩm                      | [ 661 ]                         |
| 1681        | Chikumanishiki                        | Nhật Bản          | Sake                           | [ 662 ]                         |
| 1681        | Eggenberg                             | Áo                | Bia                            |                                 |
| 1681        | Göteborgs Auktionsverk                | Thụy Điển         | Đấu giá                        | [ 663 ]                         |
| 1681        | JeanRichard                           | Thụy Sỹ           | Đồng hồ đeo tay                | [ 664 ]                         |
| 1681        | Les Trois Rois                        | Thụy Sỹ           | Khách sạn                      | [ 665 ]                         |
| 1681        | Naraya                                | Nhật Bản          | Xây dựng                       | [ 58 ]                          |
| 1681        | Hotel zum Ritter St. Georg            | Đức               | Khách sạn                      | [ 666 ]                         |
| 1681        | Shooken                               | Nhật Bản          | Castella                       | [ 667 ]                         |
| 1682        | Sawaya                                | Nhật Bản          | Bánh kẹo                       | [ 668 ]                         |
| 1682        | Ishiichi                              | Nhật Bản          | Đồ đá                          | [ 283 ]                         |
| 1683        | Brill                                 | Hà Lan            | Xuất bản                       |                                 |
| 1683        | Gaggenau                              | Đức               | Đồ gia dụng                    |                                 |
| 1683        | Yasuda Nenju                          | Nhật Bản          | Tràng hạt                      | [ 669 ]                         |
| 1683        | Hof-Apotheke (Kempten)                | Đức               | Dược phẩm                      | [ 670 ]                         |
| 1684        | Mieman Nishimura                      | Nhật Bản          | Nước tương                     | [ 283 ]                         |
| 1684        | Niiya                                 | Nhật Bản          | Thảo mộc                       | [ 671 ]                         |
| 1684        | Yoshiyo                               | Nhật Bản          | Đồ dùng tổ chức tiệc           | [ 672 ]                         |
| 1685        | Carl Loebner                          | Đức               | Cửa hàng đồ chơi               | [ 673 ]                         |
| 1685        | Heimes                                | Đức               | Nhà hàng                       | [ 674 ]                         |
| 1685        | Tomikyu                               | Nhật Bản          | Giấy                           | [ 634 ]                         |
| 1685        | SFCO                                  | Pháp              | Thương mại                     | [ 105 ] [ 675 ]                 |
| 1685        | Toye, Kenning & Spencer               | Anh Quốc          | Trang sức và quần áo           | [ 105 ]                         |
| 1686        | Café Procope                          | Pháp              | Nhà hàng                       | [ 545 ]                         |
| 1686        | Nakaura                               | Nhật Bản          | Thực phẩm                      | [ 676 ]                         |
| 1687        | Mihoharaya                            | Nhật Bản          | Gia dụng                       | [ 677 ]                         |
| 1687        | Tarlant                               | Pháp              | Rượu vang                      | [ 678 ]                         |
| 1687        | Kimuraya                              | Nhật Bản          | Khách sạn                      | [ 679 ]                         |
| 1688        | Kadojin                               | Nhật Bản          | Khách sạn                      | [ 408 ]                         |
| 1688        | Aburaya                               | Nhật Bản          | Khách sạn                      | [ 680 ]                         |
| 1688        | Chikuma Miso                          | Nhật Bản          | Miso                           | [ 681 ]                         |
| 1688        | Fukuda                                | Nhật Bản          | Sake                           | [ 682 ]                         |
| 1688        | Fukuroju                              | Nhật Bản          | Sake                           | [ 683 ]                         |
| 1688        | Harry                                 | Đức               | Tiệm bánh                      | [ 684 ]                         |
| 1688        | Kaishin                               | Nhật Bản          | Thực phẩm                      | [ 685 ]                         |
| 1688        | Kanmo                                 | Nhật Bản          | Hanpen                         | [ 686 ]                         |
| 1688        | Katsuyama                             | Nhật Bản          | Thực phẩm                      | [ 687 ]                         |
| 1688        | Kesselring                            | Đức               | Bia                            | [ 688 ]                         |
| 1688        | Kobu                                  | Nhật Bản          | Sake                           | [ 689 ]                         |
| 1688        | Lambertz                              | Đức               | Sôcôla                         | [ 690 ]                         |
| 1688        | Lloyd's of London                     | Anh Quốc          | Bảo hiểm                       |                                 |
| 1688        | Madonoume                             | Nhật Bản          | Sake                           | [ 691 ]                         |
| 1688        | Shibanuma                             | Nhật Bản          | Nước tương                     | [ 692 ]                         |
| 1688        | Tatebayashi                           | Nhật Bản          | Kiến trúc                      | [ 295 ]                         |
| 1688        | Tsuda Magobee                         | Nhật Bản          | Thực phẩm                      | [ 693 ]                         |
| 1688        | Yasuimoku                             | Nhật Bản          | Xây dựng                       | [ 694 ]                         |
| 1688        | Shimizu                               | Nhật Bản          | Dược phẩm                      | [ 314 ]                         |
| 1688        | Kikkona                               | Nhật Bản          | Nước tương                     | [ 370 ]                         |
| 1688        | Moriyama                              | Nhật Bản          | Sake                           | [ 370 ]                         |
| 1688        | Kajimasa                              | Nhật Bản          | Đồ kim loại                    | [ 370 ]                         |
| 1688        | Sakuragi Fusajiro                     | Nhật Bản          | Bán lẻ                         | [ 317 ]                         |
| 1688        | Nishikawaya                           | Nhật Bản          | Bánh kẹo                       | [ 317 ]                         |
| 1688        | Muromachi                             | Nhật Bản          | Sake                           | [ 60 ]                          |
| 1688        | Yaogen                                | Nhật Bản          | Bánh kẹo                       | [ 695 ]                         |
| 1688        | Yutouya                               | Nhật Bản          | Khách sạn                      | [ 408 ]                         |
| 1689        | Aiba                                  | Nhật Bản          | Quạt                           | [ 696 ]                         |
| 1689        | Amekaze                               | Nhật Bản          | Nước tương                     | [ 697 ]                         |
| 1689        | Ede & Ravenscroft                     | Anh Quốc          | Quần áo                        |                                 |
| 1689        | Fukushima                             | Nhật Bản          | Cầm đồ                         | [ 698 ]                         |
| 1689        | Hanbee Fu                             | Nhật Bản          | Thực phẩm                      | [ 699 ]                         |
| 1689        | Hinomaru                              | Nhật Bản          | Sake                           | [ 700 ]                         |
| 1689        | Husqvarna AB                          | Thụy Điển         | Conglomerate                   |                                 |
| 1689        | Kojiya                                | Nhật Bản          | Miso                           | [ 701 ]                         |
| 1689        | Kuroeya                               | Nhật Bản          | Đồ sơn mài                     | [ 293 ] [ 702 ]                 |
| 1689        | Marukichi                             | Nhật Bản          | Dầu                            | [ 703 ]                         |
| 1689        | Nabedana                              | Nhật Bản          | Sake                           | [ 704 ]                         |
| 1689        | Nagano                                | Nhật Bản          | Sake                           | [ 705 ]                         |
| 1689        | Shogoin Yatsuhashi                    | Nhật Bản          | Bánh kẹo                       | [ 706 ]                         |
| 1689        | Nishio                                | Nhật Bản          | Bánh kẹo                       | [ 707 ]                         |
| 1689        | Suzuki Shuzōten                       | Nhật Bản          | Sake                           | [ 708 ]                         |
| 1689        | Ishikawa Kinjiro                      | Nhật Bản          | Đồ khô                         | [ 361 ]                         |
| 1689        | Nishino                               | Nhật Bản          | Trống taiko                    | [ 361 ]                         |
| 1689        | Osawa                                 | Nhật Bản          | Sake                           | [ 709 ]                         |
| 1690        | Delamare & Co.                        | Pháp              | Optics                         | [ 105 ]                         |
| 1690        | Genroku Tatami                        | Nhật Bản          | Tatami                         | [ 710 ]                         |
| 1690        | J B Joyce                             | Anh Quốc          | Đồng hồ                        |                                 |
| 1690        | Hichifuku                             | Nhật Bản          | Dược phẩm                      | [ 378 ]                         |
| 1690        | Makino                                | Nhật Bản          | Sake                           | [ 711 ]                         |
| 1690        | Maruishi                              | Nhật Bản          | Sake                           | [ 370 ]                         |
| 1690        | Tokyo Matsuya                         | Nhật Bản          | Giấy                           | [ 712 ] [ 713 ]                 |
| 1690        | Monjuso                               | Nhật Bản          | Khách sạn                      | [ 714 ]                         |
| 1690        | Okabun                                | Nhật Bản          | Vải                            | [ 715 ]                         |
| 1690        | Tanbaya                               | Nhật Bản          | Thời trang                     | [ 716 ]                         |
| 1690        | Towle Silversmiths                    | Hoa Kỳ            | Đồ bạc                         | [ 516 ] [ 717 ]                 |
| 1690        | Tsujikura                             | Nhật Bản          | Ô                              | [ 718 ]                         |
| 1690        | Yamamotoyama                          | Nhật Bản          | Tea                            | [ 434 ]                         |
| 1690        | Amehata                               | Nhật Bản          | Nghiên                         | [ 627 ]                         |
| 1691        | Awaya                                 | Nhật Bản          | Vải                            | [ 513 ]                         |
| 1691        | Imai                                  | Nhật Bản          | Sake                           | [ 719 ]                         |
| 1691        | Itokichi                              | Nhật Bản          | Vải                            | [ 720 ]                         |
| 1691        | Nolet Jeneverstokerij-Distilleerderij | Hà Lan            | Chưng cất rượu                 | [ 274 ]                         |
| 1691        | Sasanoyuki                            | Nhật Bản          | Đậu phụ                        | [ 721 ]                         |
| 1691        | Sekizenkan                            | Nhật Bản          | Khách sạn                      | [ 722 ]                         |
| 1691        | Valentin Zusslin                      | Pháp              | Rượu vang                      | [ 723 ]                         |
| 1691        | Omaru                                 | Nhật Bản          | Khách sạn                      | [ 266 ]                         |
| 1691        | Ameya Kawai                           | Nhật Bản          | Bánh kẹo                       | [ 724 ]                         |
| 1692        | Coutts                                | Anh Quốc          | Ngân hàng                      |                                 |
| 1692        | Ekelund                               | Thụy Điển         | Vải                            | [ 725 ]                         |
| 1692        | Taylor's                              | Bồ Đào Nha        | Rượu vang                      |                                 |
| 1692        | Izutsuya                              | Nhật Bản          | Mỳ                             | [ 334 ]                         |
| 1692        | Yuuki                                 | Nhật Bản          | Sake                           | [ 726 ]                         |
| 1693        | Suzutame                              | Nhật Bản          | Búp bê                         | [ 266 ] [ 287 ]                 |
| 1693        | Ishino                                | Nhật Bản          | Slate                          | [ 294 ]                         |
| 1694        | Shimadaya                             | Nhật Bản          | Trang trại                     | [ 727 ]                         |
| 1694        | Schuler St. Jakobskellerei            | Thụy Sỹ           | Rượu vang                      | [ 728 ]                         |
| 1694        | Ngân hàng Anh                         | Anh Quốc          | Ngân hàng                      |                                 |
| 1695        | Ngân hàng Scotland                    | Anh Quốc          | Ngân hàng                      |                                 |
| 1695        | De Kuyper                             | Hà Lan            | Chưng cất rượu                 | [ 105 ] [ 274 ]                 |
| 1695        | Furutakiya                            | Nhật Bản          | Khách sạn                      | [ 729 ]                         |
| 1695        | Kumagaiya                             | Nhật Bản          | Bánh kẹo                       | [ 730 ]                         |
| 1695        | Niki                                  | Nhật Bản          | Sake                           | [ 295 ]                         |
| 1695        | Oiwake Yokan                          | Nhật Bản          | Yokan                          | [ 731 ]                         |
| 1695        | Suzuki Bussan                         | Nhật Bản          | Thực phẩm                      | [ 295 ]                         |
| khoảng 1695 | Taruhei                               | Nhật Bản          | Sake                           | [ 732 ]                         |
| 1695        | Yumoto                                | Nhật Bản          | Khách sạn                      | [ 733 ]                         |
| 1695        | Uenoya                                | Nhật Bản          | Khách sạn                      | [ 553 ]                         |
| 1696        | Kagiya Masaaki                        | Nhật Bản          | Bánh kẹo                       | [ 734 ]                         |
| 1696        | Kitajima                              | Nhật Bản          | Bánh kẹo                       | [ 735 ]                         |
| 1696        | C. de Koning Tilly                    | Hà Lan            | Dược phẩm                      | [ 274 ]                         |
| 1697        | Folkes                                | Anh Quốc          | Xưởng đúc                      | [ 736 ]                         |
| 1697        | Hakukoma                              | Nhật Bản          | Sake                           | [ 737 ]                         |
| 1697        | Old Moore's Almanack                  | Anh Quốc          | Niên giám                      | [ 738 ]                         |
| 1697        | Ono                                   | Nhật Bản          | Sake                           | [ 360 ]                         |
| 1697        | Schwanen                              | Đức               | Nhà hàng                       | [ 739 ]                         |
| 1698        | Berry Brothers and Rudd               | Anh Quốc          | Rượu vang                      | [ 740 ]                         |
| 1698        | Am Knipp                              | Đức               | Nhà hàng                       | [ 741 ]                         |
| 1698        | Kössel                                | Đức               | Bia                            | [ 742 ]                         |
| 1698        | Shepherd Neame                        | Anh Quốc          | Bia                            | [ 105 ] [ 743 ]                 |
| 1698        | Silvera                               | Hà Lan            | Vải                            | [ 744 ]                         |
| 1699        | Akaoya                                | Nhật Bản          | Đồ muối                        | [ 745 ]                         |
| 1699        | Ninben                                | Nhật Bản          | Thực phẩm                      | [ 434 ]                         |
| 1699        | Osoumenya                             | Nhật Bản          | Bánh kẹo                       | [ 746 ]                         |
| 1699        | Wakatakeya                            | Nhật Bản          | Sake                           | [ 747 ]                         |